# Brit Birodalom

A Brit Birodalom terjeszkedése és területeinek módosulásai (animációs térkép)

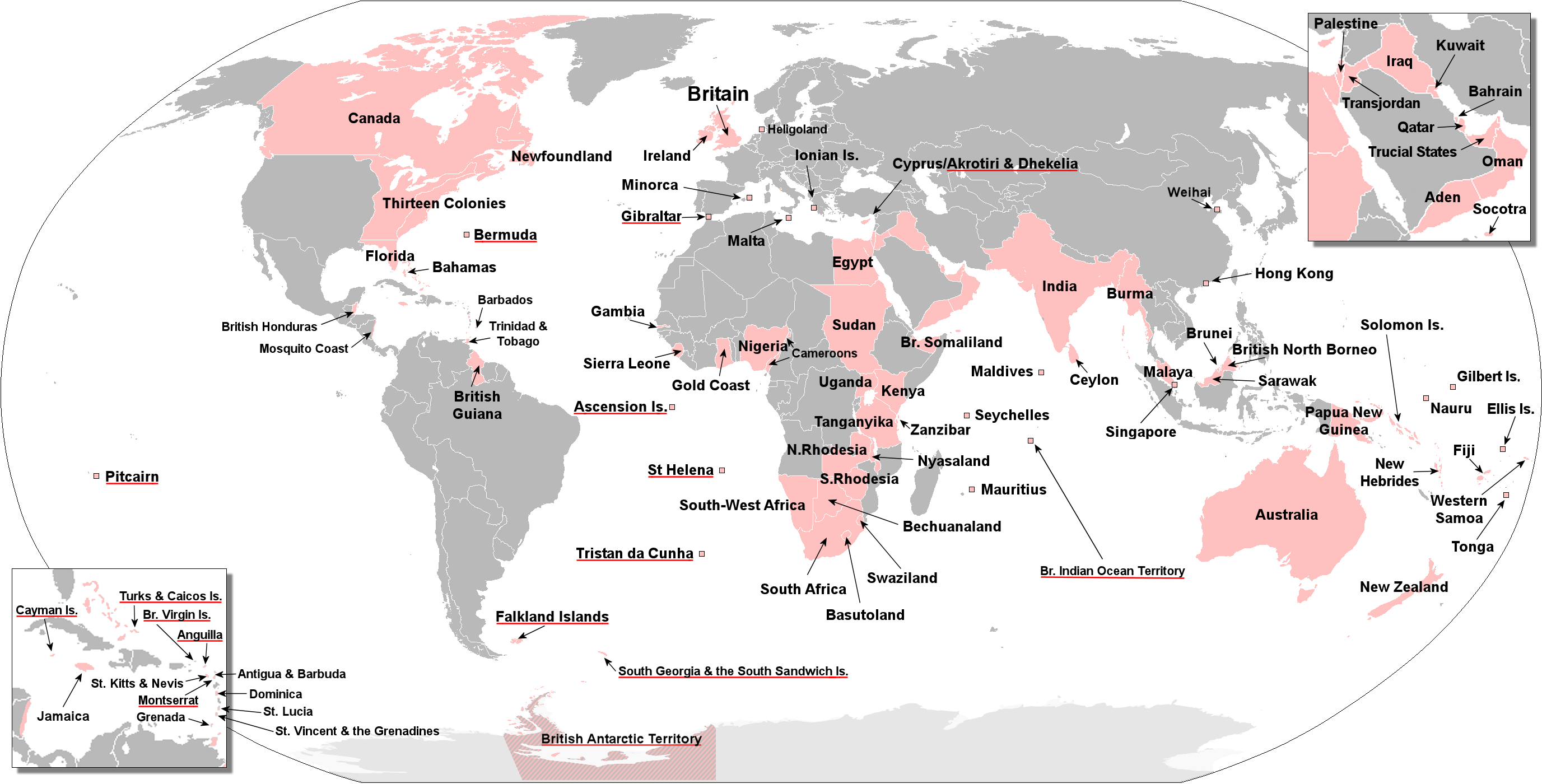
A Brit Birodalomhoz tartozó területek

A Brit Birodalom Anglia, majd az Egyesült Királyság fennhatósága alá tartozó területek összessége volt. Ebbe beletartoztak az ország gyarmatai, domíniumai, protektorátusai, bábállamai és egyéb területei. Ez volt a Földön valaha létezett legnagyobb kiterjedésű, lakosságú és gazdasági erejű gyarmattartó birodalom. Kialakulása a nagy földrajzi felfedezések korában, a 16. században kezdődött, amikor Spanyolország és Portugália mellett Anglia is kivette részét az újonnan felfedezett területek gyarmatosításából és a tengerek uralmáért folyó versenyfutásból.
Fénykorában, a 20. század első felében, a Brit Birodalomnak körülbelül 458 millió alattvalója volt, azaz a Föld népességének negyede tartozott uralma alá. Az összes szárazföldből ugyanilyen arányban részesedett, területe megközelítően 36,6 millió km² volt.
Ekkor terjedt el világszerte az angol típusú gazdasági berendezkedés, oktatási rendszer, az angolszász jogrendszer, a hadsereg, a westminsteri kormányzási struktúra és a brit társadalom számos eleme, mint a sportok (például krikett, labdarúgás) és az angol nyelv. A gyarmatok őslakóival szemben elkövetett embertelen bánásmód miatt komoly bírálatok is megfogalmazódtak a birodalommal szemben.
A Brit Birodalmat kiterjedése csúcspontján úgy jellemezték, mint előtte a Spanyol Birodalmat: „az ország, ahol a nap soha nem nyugszik le”, mert mindig volt legalább egy gyarmat, ahol éppen nappal volt és sütött a Nap. Azonban ahogy az idők folyamán változott a gyarmatosítók megítélése, a mondat jelentése egyre inkább a következő lett: Isten nem hagyja a briteket sötétségben.
A birodalom nem csak kiterjedésével és népességével tűnt ki, hanem 1914-ig a világ legtöbb befektetését is eszközölte. A befektetések bruttó értéke 3,8 milliárd font volt, amely kétszer haladta meg a francia és háromszor a német tengerentúli befektetéseket.
A birodalom hanyatlása több jelentős történelmi eseményhez köthető. Az egyik első jelentős veszteség az amerikai függetlenségi háború során érte, hiszen a brit fennhatóság alá tartozó tizenhárom észak-amerikai gyarmat kivívta függetlenségét, és ezzel megjelent a világhatalmi játszmában egy jelentős új ellenpólus.
Az Amerikai Egyesült Államok függetlenségét követő időszakban elsősorban európai versenytársaival történő küzdelemben őrlődtek fel nagyhatalmi energiái. Az első világháborúban a Német Birodalommal vívott küzdelemből győztesként került ki a Brit Korona, de meggyengült az elszenvedett jelentős veszteségek miatt. A második világháborúban pedig a birodalom szinte önmagát is feláldozta a német, a japán és az olasz nagyhatalmi ambíciók megállításáért.
A második világháború után a birodalom területének legtöbb része függetlenné vált. Két évvel a háború befejezését követően elnyerte függetlenségét a legnépesebb és legértékesebb gyarmat, India. A Brit Korona fennhatósága alá tartozott államok előbb létrehozták a Brit Nemzetközösséget (angolul: British Commonwealth of Nations), később a már független államokat tömörítő Nemzetközösséget (angolul: Commonwealth of Nations).
Az 1948 óta működő 53 szuverén állam alkotta nemzetközösség egészen más alapokon működik, de örökségét tekintve mégis a Brit Birodalom utódjának tekinthető. A birodalomtól utolsóként 1997-ben Hongkong tért vissza Kína fennhatósága alá. A Brit Nemzetközösségben 16 ország nemzetközösségi királyság, ezekben államfői tisztet tölt be az Egyesült Királyság uralkodója (jelenleg: III. Károly brit király), és ténylegesen a Brit Korona tartozéka maradt tizennégy tengeren túli terület.

## Előzmények

### A haditengerészet és a földrajzi felfedezések

#### Terjeszkedés a tengeren túl – VII. Henrik

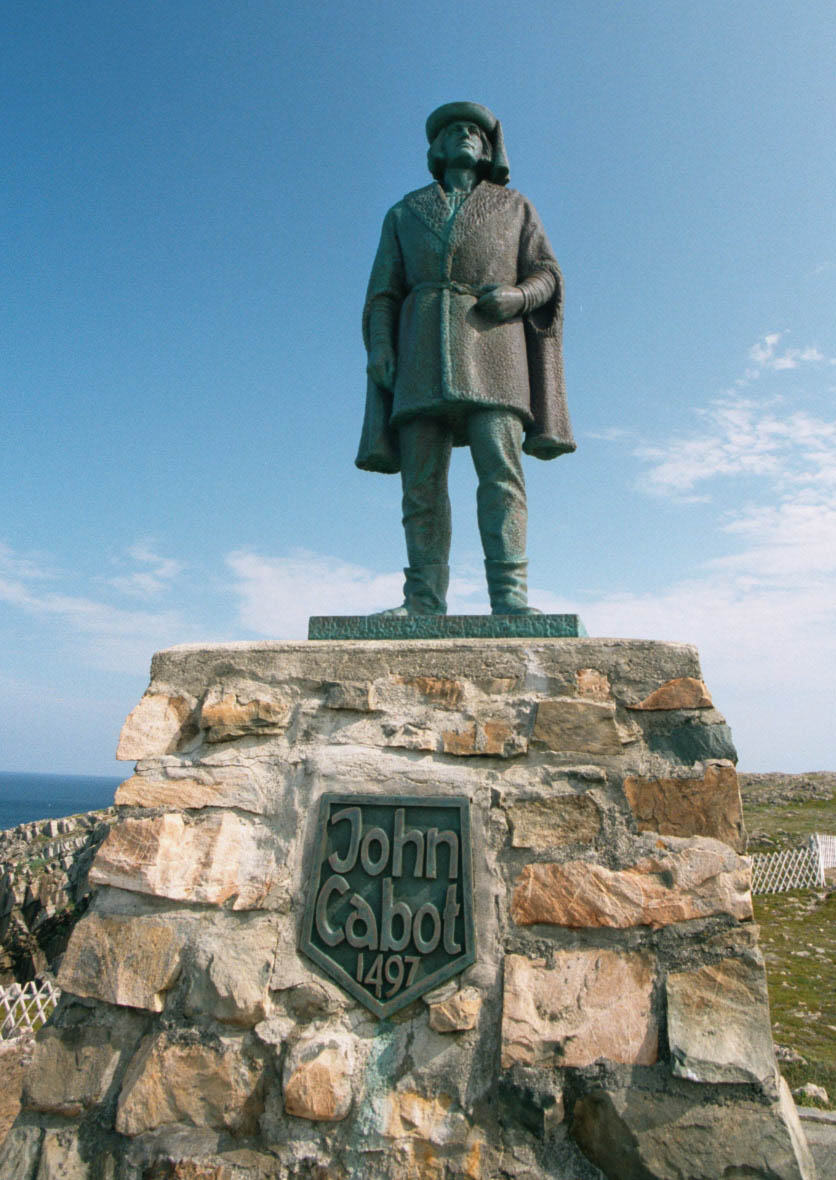
John Cabot szobra Új-Fundlandon, Anglia első tengerentúli gyarmatán.

A tengeren túli Brit Birodalom története VII. Henrik uralkodásáig (1485–1509), a nagy földrajzi felfedezések idejéig nyúlik vissza. Henrik abban bízott, hogy a kereskedelmen alapuló erős gazdaság növeli a támogatottságát alattvalói körében és erre való tekintettel jelentős erőfeszítéseket tett a modern tengeri kereskedelem fejlesztése érdekében. Ennek hatására fellendült a tengeri hajózás és a hajógyártás, amely a terjeszkedés alapja lett. Henrik reformjai fizetőképessé tették az angol kincstárat, ami lehetővé tette a tengeri kereskedelmi flotta további fejlesztését, 1495-ben pedig átadták az első angol szárazdokkot Portsmouth városában. Az uralkodó ugyancsak támogatta John Cabot olasz tengerész felfedező utazásait, amelyekre 1497-ben és 1498-ban került sor. Cabot az általa felfedezett Új-Fundlandon létrehozta Anglia első gyarmatát, amely sokáig halásztelepként működött.

#### VIII. Henrik és a királyi haditengerészet
Az angol tengeri hatalom megalapítása VIII. Henrik nevéhez fűződik. Fejlesztéseinek köszönhetően létrejött a királyi haditengerészet. Az új uralkodót ennek létrehozásában két dolog motiválta. Az egyik ok az volt, hogy IV. Jakab skót király egy meglehetősen erős flottát hozott létre, ami tekintélyveszteséget okozott Henriknek. Másrészt ez növelte az ország fenyegetettségét, mivel a skót király az ellenséges Franciaország szövetségese volt. Ebben az időben megtöbbszörözték a hadiflotta méretét, létrehozták a tengerészeti irányítás rendszerét, és a hadihajókat nagyméretű ágyúkkal szerelték fel. 1514-ben vízre bocsátották az akkori világ legnagyobb hadihajóját (Henri Grâce à Dieu), és sor került a parti védelem modernizálására is. Emellett világítótornyokat építettek, és bevezették a navigálást megkönnyítő eszközök használatát (bója, jelzőtűz). 1546-ban létrehozták a Tengerészeti Bizottságot, amely később az ugyancsak az ebben az időszakban felállított Admiralitás hatáskörébe került.

#### Az Erzsébet-korszak

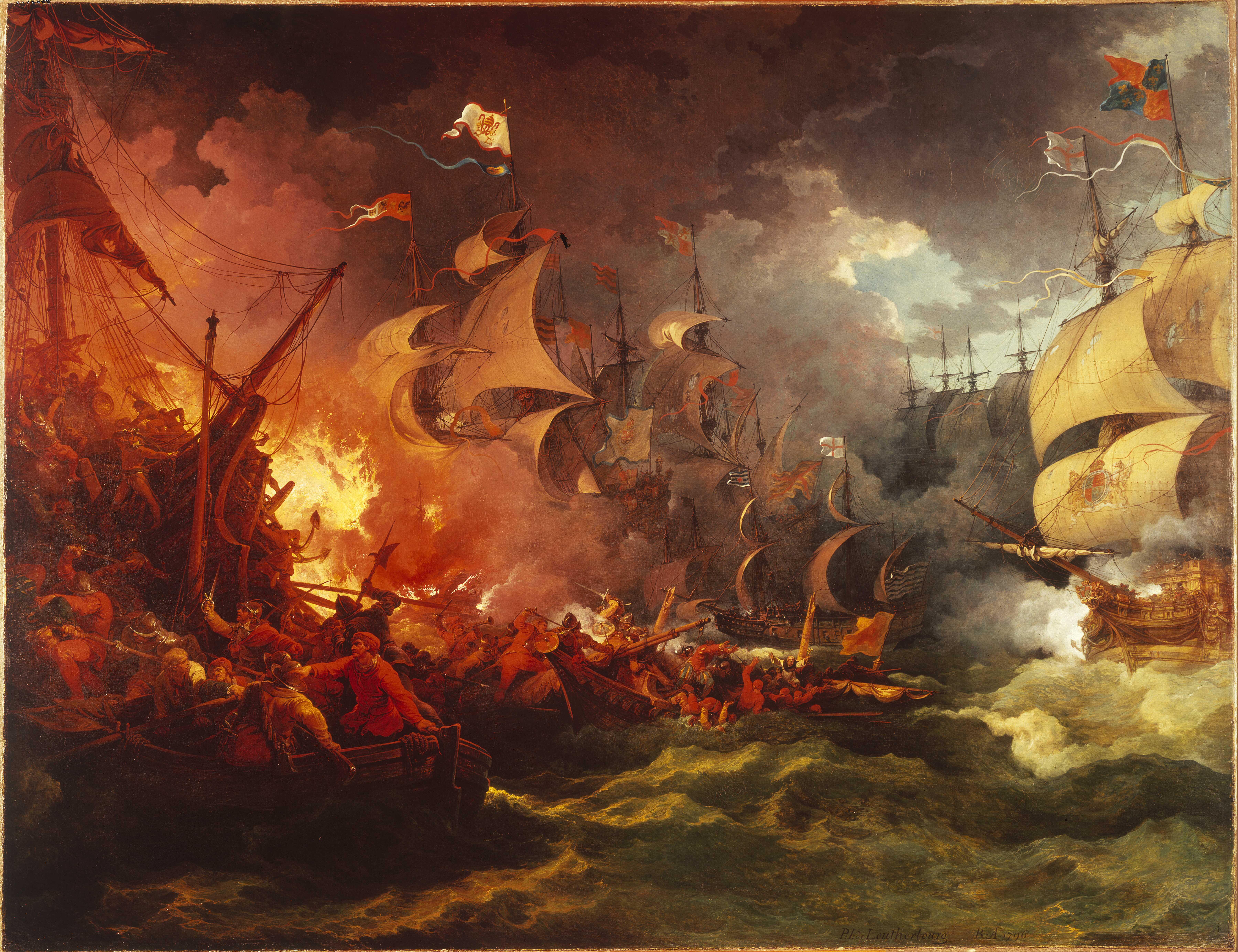
A Nagy Armada veresége

I. Erzsébet uralkodása alatt az ország már helyet követelt magának a főbb európai hatalmak között. A királynő a hadiflotta fejlesztése helyett a magánkezdeményezéseket, különösen a Spanyol Birodalom elleni kalózkodást részesítette előnyben. Legismertebb tengerészei Sir John Hawkins és Sir Francis Drake voltak. 1588-ban a királyi és a magántulajdonban lévő hajók segítségével az angoloknak sikerült legyőzni a spanyolok által indított büntető expedícióban részt vevő spanyol királyi flottát, a legyőzhetetlen armadát (spanyolul: Grande y Felicísima Armada). 1577 és 1580 között Francis Drake, Magellan portugál felfedezőt követően másodikként, körbehajózta a Földet.
1579-ben Drake kikötött Kalifornia északi részén, és a birodalom nevében elfoglalta a „Nova Albion” névre keresztelt területet. Ezt követően Anglia érdeklődése jelentősen megnőtt az Európán kívüli területek iránt, amit John Dee, Erzsébet tanácsadója is támogatott. Ő alkotta meg a „Brit Birodalom” kifejezést, s mint a tengerészet, a csillagászat és az asztrológia szakértőjét, gyakran felkeresték az angol felfedezők utazásuk előtt és után is. A Tudor-házból való királynőhöz hasonlóan ő is walesi („briton”) származású volt, így a királynőnek is tetszett a „brit” elnevezés a birodalmat illetően.

### Írország meghódítása és az angol betelepítések

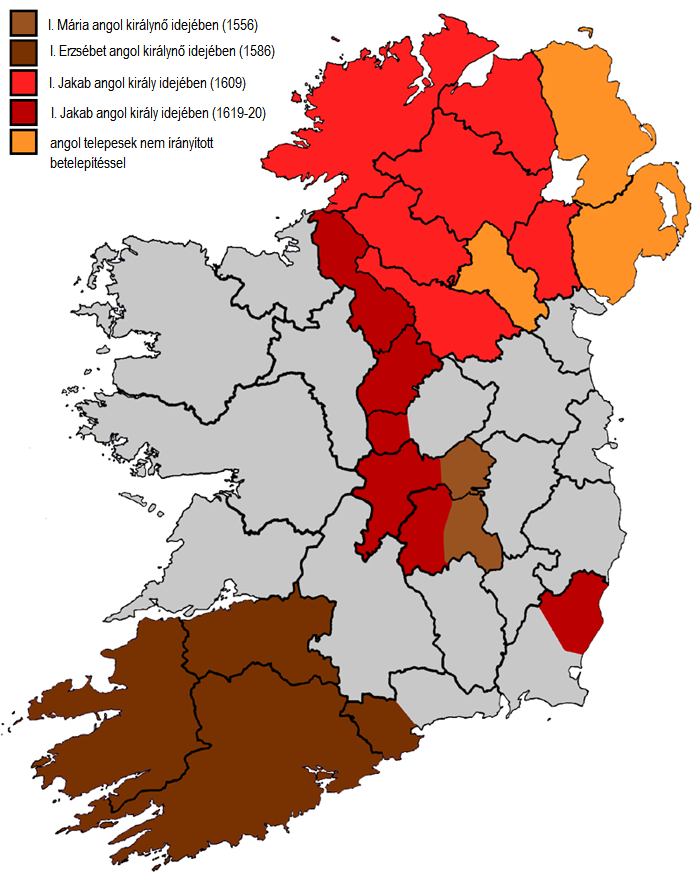
Írország gyarmatosítása (1556-tól 1620-ig) (A térkép egyszerűsített változat. A gyarmatosítások nem teljesen terjedtek ki a beszínezett területre).

1541-ben az ír parlament elfogadta, 1542-ben pedig törvénybe iktatta a királyi címről szóló törvényt (Crown of Ireland Act 1542). VIII. Henrik így elődeivel ellentétben nem Írország ura, hanem királya lett. Az ország meghódítását tehát gyakorlatilag innen számíthatjuk.
VIII. Henrik a pápával való szembenállása miatt a reformáció jegyében 1534-ben megalapította a Church of Englandet, és önmagát az angliai egyház fejévé nyilvánította. A király megkezdte az egyházi javak és az ellene lázadók földjeinek elkobzását. Sir Anthony Saint Leger békéltető politikát kezdeményezett, és megpróbálta a lordokat meggyőzni a áttérés szükségességéről. Ennek ellenére az áttért személyeket gyakran vallási konzervativizmussal vádolták, földjeiket pedig elkobozták. Így a Tudor-ház írországi hódításai által kiváltott ellenségeskedés okai közé egy újabb, vallási ok is bekerült, mivel szinte az összes ír származású alattvaló katolikus vallású maradt.
VI. Eduárd angol király (1547–1553) uralkodása alatt sem sikerült a protestantizmust elterjeszteni, azt csak az angol hivatalnokok támogatták. I. Mária angol királynő (1553–1558) visszaállította a katolicizmust, cserébe a pápa elismerte a királyságot Írországban. Pozíciójának erősítése érdekében Mária hozzájárult az Írországba való angol betelepítésekhez. Ezt a gyakorlatot utódai is követték. Ezekben leginkább Laois, Offaly megye és az ország közepén található megyék voltak érintettek. Mária uralkodása után Anglia visszatért a protestáns hitre. I. Erzsébet angol királynő (1558–1603) törvényekkel kívánta erősíteni az Anglikán Egyház pozícióját, de ezek betartását illetően a kormányzat meglehetősen engedékeny maradt, mivel az írek csak látszólag fogadták el az angol uralmat. A probléma komolyságát jelzik a Shane O'Neill- (1559), a Desmond- (1568–1583), az O'Neill- (Tyrone) és az O'Donnell-féle (1594–1603) (melyet kilencéves háborúnak is neveznek) lázadások. Írország betelepítése mintául szolgált a korai amerikai gyarmatok kialakításakor.

## Az első Brit Birodalom (1583–1783)

### A kezdetek
1578-ban I. Erzsébet kiváltságlevelet adományozott Humphrey Gilbertnek, amelyben tengerentúli felfedezések végrehajtásával és új angol gyarmatok létesítésével bízta meg. Gilbert 1566-ban az északnyugati átjáró felfedezésére kidolgozott terveivel hívta fel magára a figyelmet, majd 1567 és 1570 között Írországban kemény kézzel verte le az írek lázadását, miközben kidolgozta Munster gyarmatosításának tervét. Észak-Amerikába 1578. november 19-én indult el, de fegyelmezetlen legénysége megakadályozta abban, hogy terveit kivitelezze. 1579 tavaszára egyes hajói visszatértek Angliába, a többiek pedig kalózkodni kezdtek. 1583. június 11-én újra útnak indult, és augusztus 3-án eljutott Új-Fundland szigetére, a mai St. John’s. A szigetet 1497 óta csak tőkehal-halászok lakták, ők is csak a halászidényben. Gilbert a területet ismét Anglia gyarmatává nyilvánította, hazafelé hajózva azonban életét vesztette, és szerepét féltestvére, Sir Walter Raleigh vette át. 1584-ben Raleigh gyarmatosította Roanoke térségét, amely a mai Észak-Karolina partmenti részén található, de az ellátási nehézségek miatt kísérlete sikertelen maradt.
1603-ban I. Jakab angol király került az angol trónra, aki 1604-ben megkötötte a Spanyol Birodalommal a londoni egyezményt, amely véget vetett a két ország közötti ellenségeskedésnek. Anglia ezt követően a többi ország gyarmatainak megtámadása helyett saját kolóniák létesítésére törekedett. A kezdeti sikertelenség ellenére a 17. század elejére az észak-amerikai és a karibi térség kisebb szigeteinek gyarmatosításával megkezdődött a Brit Birodalom kiépítése, a Kelet-indiai Társaság megalapítása révén pedig sikerült kereskedelmi kapcsolatokat kiépíteni Ázsiával. Ezt az időszakot a tizenhárom gyarmat elvesztéséig, ami a 18. század végén következett be az amerikai függetlenségi háború után, a szakirodalom az első Brit Birodalomként tartja számon.

### John Dee

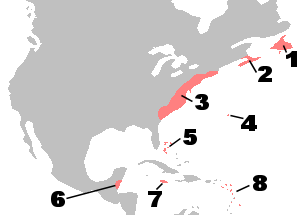
Brit gyarmatok Észak-Amerikában 1750. 1: Új-Fundland; 2: Új-Skócia; 3: A tizenhárom gyarmat; 4: Bermuda; 5: Bahamák; 6: Brit Honduras; 7: Jamaica; 8: Kis-Antillák

John Dee, az ismert tudós, I. Erzsébet királynő csillagászati és tudományos tanácsadója használta először a Brit Birodalom kifejezést egy olyan korban, amikor Nagy-Britannia még nem létezett mint politikai entitás: ekkor Angliának még csak néhány gyarmata volt. Ebben az időben a már megalapított spanyol és portugál birodalmak által szervezett zsákmányszerzéseknek volt külső résztvevője.
Ekkoriban Anglia és Skócia még önálló államok voltak, és hosszú ideje ellenséges viszonyban álltak egymással. Dee szolgáltatta az ideológiai hátteret a Brit Birodalom létrehozatalához, melynek ő életében csak a kezdeteit láthatta. Az 1550–1570-es években Anglia felfedezőútjaihoz adott tanácsokat, melyekkel elsősorban technikailag segítette azok könnyebb kivitelezését.

### Stuart-korszak
1603-ban I. Jakab angol király és a spanyol uralkodó megkötötte a londoni egyezményt, melynek értelmében véget ért a viszálykodás. Egy angol gyarmatosító csoport John Smith vezetésével az 1607-es zord tél nehézségeit leküzdve megalapította az ország első állandó jellegű gyarmatát, Jamestownt.
A birodalom területe jelentősen bővült a 17. század folyamán, amikor elfoglalták a keleti gyarmatokat Észak-Amerikában, melyekből később az USA legelső államai és Kanada keleti tengerparti részei lettek. Ekkor szerezték meg Saint Kitts, Jamaica és Barbados szigeteit is.
A tengerentúli befolyása növelésével egyidejűleg Anglia ekkoriban rendezte belső hatalmi viszonyait is: az 1707-es Egyesülési Törvény létrehozta az Egyesült Királyságot. Jakab király egy olyan koronára tartott igényt, mely Nagy-Britannia Birodalmi Koronája lett.

### Skót telepesek
Az unió létrejöttét megelőzően több kísérlet történt egy skót tengerentúli birodalom létrehozására is. Ezt Észak- és Dél-Amerikában képzelték el. A skót gyarmatosításnak Új-Skócia volt a legnagyobb területi szerzeménye Észak-Amerikában.
Az Egyesülési Törvény után sok skót vállalt tanári, ügyvédi, ügyintézői, orvosi állást Jamaicában, Kanadában, Indiában, Ausztráliában Szingapúrban, Hongkongban és Új-Zélandon, amelyek az új vagy második Brit Birodalom részei lettek. Az új tartományokban mindenfelé telepedtek le skótok. Sok skót ment el a gyarmatokra, leginkább Ausztráliába, Új-Zélandra, Dél-Afrikába és Rodéziába.
Az 1760-as évekre már országnyi területeket irányítottak skót származású vezetők, melyek formailag a Brit Kelet-indiai Társaság birtokai voltak. Kelet- és Nyugat-Florida termőföldjét és a szerveződő közigazgatás állásainak oroszlánrészét is skótok kapták meg, és skót telepesek egész generációinak adott új lehetőséget Kanada 1759-es meghódítása.

### Gyarmatosítás

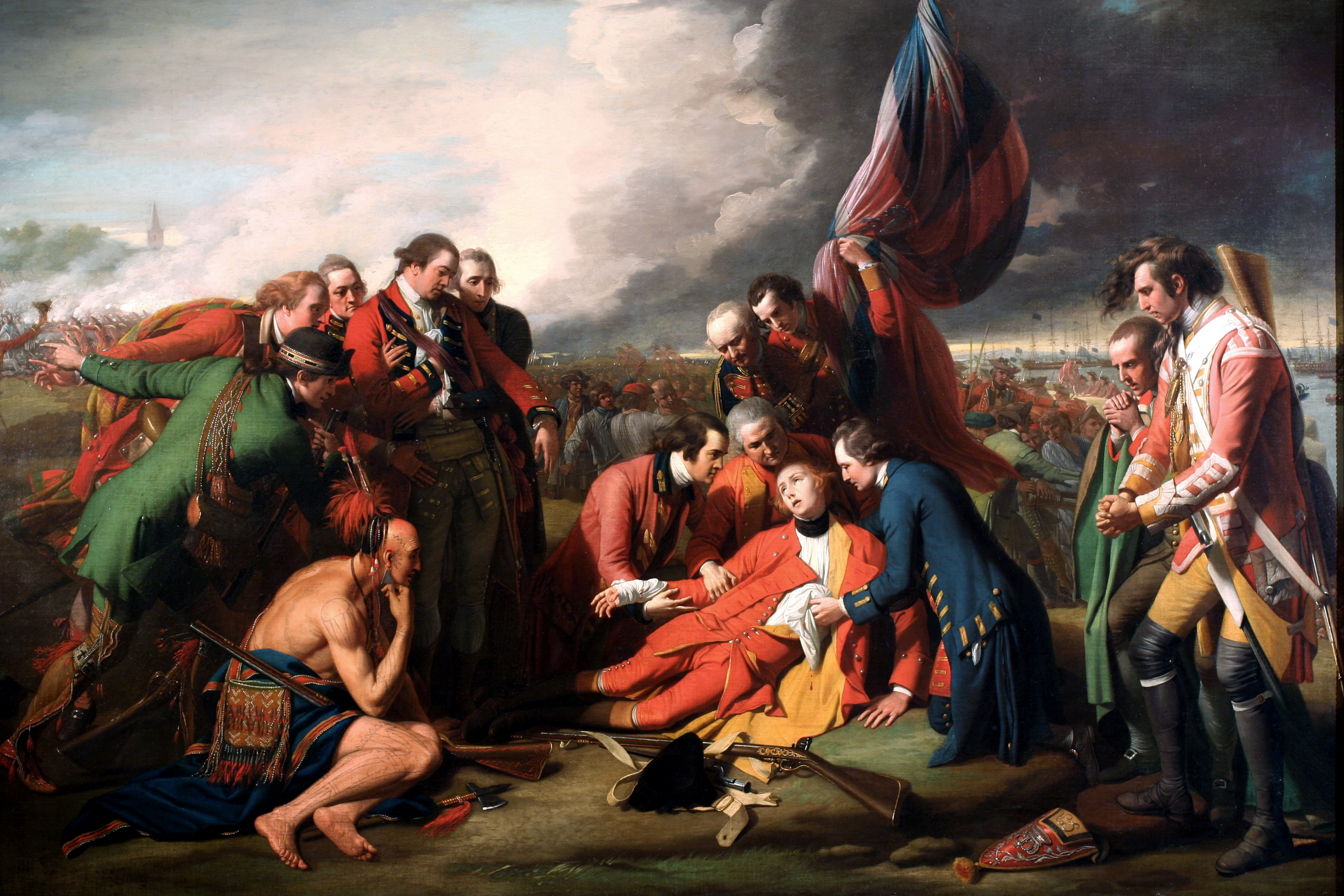
Wolfe tábornok halála, Benjamin West festménye.

A karib-tengeri cukortermelő gyarmatoknak nagy szüksége volt a kétkezi munkásként alkalmazott rabszolgák behozatalára. Ezek a területek lettek Anglia legfontosabb és legtöbb hasznot hozó gyarmatai.
A karib-tengeri szigetek biztosították az anyaországnak a dohányt, a gyapotot és a rizst. Az északabbi gyarmatok hajóanyag- és prémtermelése gazdaságilag nem volt annyira gyümölcsöző, hiszen itt hatalmas megművelhető területek álltak rendelkezésre kihasználatlanul. Sok angol, skót és ír – a túlnépesedés miatti éhínség, a munkanélküliség és a vallási üldözés elől menekülve – találhatott itt új hazára.
Anglia amerikai gyarmatait más gyarmatosítókkal vívott háborúk révén és az őslakók leigázásával is bővítette. A második angol-holland háborút követően elnyerte a felügyeleti jogot Új-Amszterdam, a mai New York felett. A gyarmati területeket azonban egyre inkább nyugat felé terjesztették ki, azért, hogy több, megművelhetőnek tartott területhez juthassanak.
A hétéves háború alatt a britek a gyarmatokkal közösen legyőzték a franciákat az Abraham-síkon folytatott csatában, így megszerezték Új-Franciaországot, és ezzel Észak-Amerika újabb hatalmas területe került a brit fennhatóság alá. Ez a győzelem biztosította Kanada és a kontinens Mississippitől keletre fekvő részének brit uralom alá kerülését. A brit győzelem ebben a háborúban megerősítette az észak-amerikai államok biztonságérzetét.
Később, Ausztrália elfoglalásával (ami 1788-ban fegyenctelepek alapításával kezdődött) és Új-Zéland megszerzésével (1840 óta tartozik a koronához) kibővült az anyaországból való emigráció lehetősége. Nagy-Britannia a teljes kontinens feletti uralmat magának követelte, amikor Matthew Flinders 1803-ban, körülhajózta az új földrészt. Bebizonyította, hogy a hollandok által Új-Hollandiának elnevezett terület és Új-Dél-Wales angol kolónia, egy különálló sziget részei. Ajánlatát, mely szerint a kontinenst Ausztráliának hívják, elfogadták. 1826-ban a britek katonai bázist létesítettek Új-Hollandiában. 1829-ben vált hivatalosan is a gyarmatukká. A gyarmatok később önkormányzati jogokat szereztek, és jelentős fa- és aranyexportálók lettek. Kanada és Ausztrália együtt a birodalom területének majdnem a felét tette ki.

## Szabadkereskedelem és a „nem hivatalos birodalom”

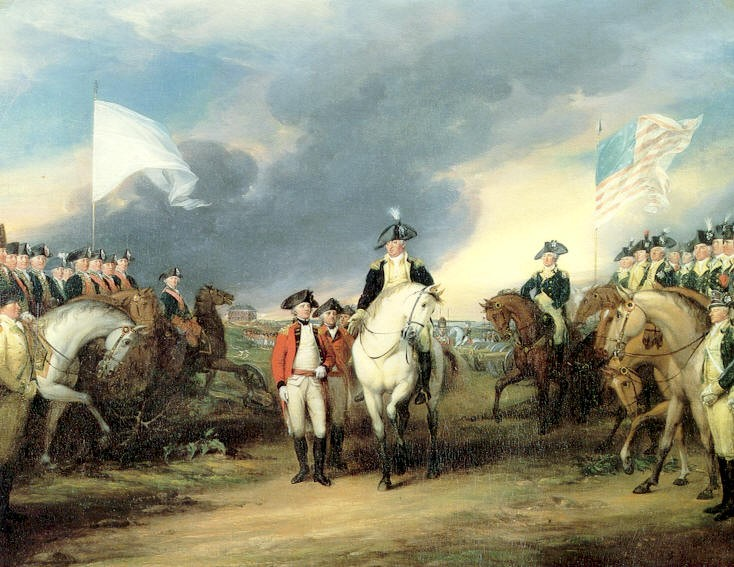
Cornwallis megadja magát Yorktownnál (John Trumbull, 1797). Az amerikai gyarmatok elvesztése jelezte az első Brit Birodalom végét.

A 18. században a régi brit gyarmati rendszer hanyatlásnak indult. A hosszú ideig tartó töretlen whig uralom (1714–1762) alatt a birodalom veszített fontosságából és megbecsüléséből, míg végül elhibázott döntések sorozata nyomán legnépesebb gyarmatát, a 13 részből álló észak-amerikai területet is elvesztette.
Erre az időszakra lehet tenni az „első Brit Birodalom” végét. Ettől kezdve az amerikai gyarmatszerzést felváltotta a 17–18. századra jellemző ázsiai, illetve afrikai gyarmatosítás korszaka. Ezt az időszakot lehet a „második Brit Birodalom” korának nevezni. A „tizenhárom gyarmat” elvesztése megmutatta, hogy a gyarmatok nem voltak feltétlenül jótékony hatással a gazdasági folyamatokra, ugyanis gazdaságosabban tudtak kereskedni más területekkel, és nem várták el védelmüket és igazgatásukat Nagy-Britanniától. A Párizsban, 1783. szeptember 3-án aláírt békeszerződés nem csak az első Brit Birodalom végét, hanem az Amerikai Egyesült Államok megszületését is jelentette.
Az addig uralkodó gazdasági doktrína, a merkantilizmus, mely a gazdasági javak végességét és a nemzetek között ezek birtoklásáért folytatott harcot hirdette (ez adta a gyarmatokkal való kereskedés alapját), átadta helyét az Adam Smith és Richard Cobden által fémjelzett laissez-faire elvű gazdaságnak, a liberalizmusnak.
Észak-Amerika elvesztése, amely megtanította az országot arra, hogy a kereskedelem nyereséges lehet a gyarmati birodalom nélkül is, hozzájárult az önkormányzati jogok kiterjesztéséhez a fehérek lakta Kanadára és Ausztráliára az 1840-es és 1850-es években. Ezeket a területeket az anyaország előretolt állásainak tekintették. Írországot földrajzi közelsége miatt másként kezelték, ezért 1801-ben az is része lett az Egyesült Királyságnak. Ez gyakorlatilag a brit uralom elleni 1798-as ír felkelés következménye volt.
1807-ben az országban betiltották a rabszolga-kereskedelmet, és elkezdték szorgalmazni, hogy más nemzeteknél is ez legyen az alapelv. A 19. század közepére Nagy-Britannia hatékonyan tudta csökkenteni a világban zajló rabszolga-kereskedelem volumenét. 1843. augusztus 1-jén életbe lépett az 1833-ban elfogadott törvény, amely illegálisnak minősítette a rabszolgatartást. A törvénynek csak részlegesen szereztek érvényt, mégis a Brit Birodalom túlnyomó részén rögtön megszűnt a rabszolgaság. Az elkövetkező 100 év során Indiában, Nigériában, Gambiában, Ghánában és Ádenben is érvényesítették e rendelkezéseket. A rabszolgatartás teljesen 1928. január 1-jén szűnt meg a birodalom területén, mikor ezt Sierra Leonében is betiltották.
A régi gyarmati és rabszolgatartó rendszer vége egybeesett a szabadkereskedelem kezdetével, ami a gabonatörvény és a hajózási törvény eltörlésével az 1840-es években tetőzött. Így megnyílt a lehetőség a korlátlan versenyre, ami megnövelte a kölcsönösen előnyös kereskedelem részarányát a 19. század középső harmadában.

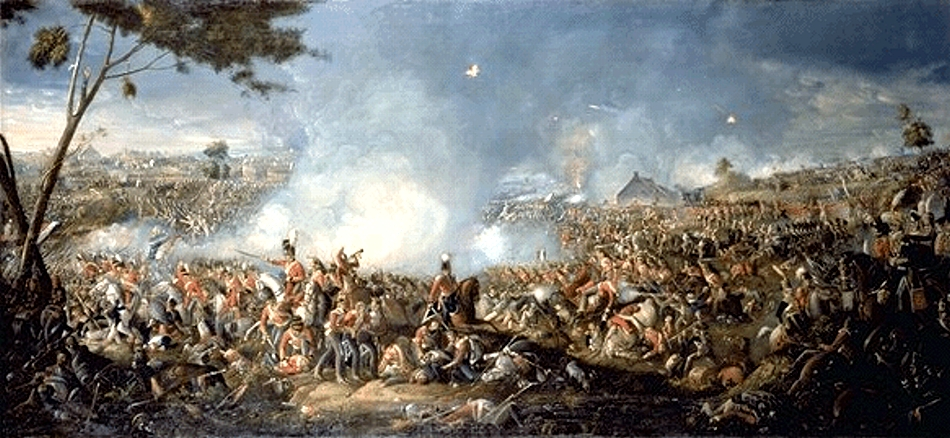
A waterlooi csata véget vetett a napóleoni háborúknak, és új lehetőséget teremtett a Brit Birodalom fejlődéséhez.

Néhányan amellett érvelnek, hogy a szabadkereskedelem az ország gazdasági helyzetére adott válasz volt, és nincs kapcsolatban semmiféle filozófiai irányzattal. A 13 észak-amerikai gyarmat elvesztése ellenére 1815-ben, a napóleoni Franciaország bukása után az Egyesült Királyság lett a legfontosabb nagyhatalom. Az ipari forradalom otthon hozta meg számára a rivális nélküli gazdasági vezető helyet, a Brit Királyi Haditengerészet pedig a tengereken biztosította az uralmat. Míg a többi európai nagyhatalom figyelmét a kontinens problémái kötötték le, addig Britanniát semmi sem gátolta abban, hogy tovább folytassa gazdasági és politikai befolyási övezetének bővítését.
Az 1815-ös bécsi kongresszus és az 1870-es porosz-francia háború között az Egyesült Királyság volt az egyetlen iparosodott nagyhatalom. 1870-ben a világ ipari termékeinek 30%-át ez az ország állította elő. Mint a „világ műhelye”, Nagy-Britannia olyan mennyiségben és olyan alacsony áron volt képes készterméket előállítani, hogy gazdaságosabb volt az ő termékeit megvásárolni, mint a hazai piacon termelt drágábbakat.
Mivel stabil politikai környezet jellemezte a tengerentúli kereskedelmi partnereket, Britannia a szabadkereskedelem segítségével tudott fejlődni anélkül, hogy formálisan is el kellett volna foglalnia a területeket. Amerikában ez a törekvés nem érvényesülhetett, hiszen a Monroe-elv szerint az Újvilág többé már nem volt nyitott az európaiak számára gyarmatszerzés, illetve politikai érdekszférájuk kiterjesztésének céljára. Mivel az Amerikai Egyesült Államoknak ekkor még nem volt elég erős hadserege ahhoz, hogy az elvet határain túl is érvényesítse, Dél-Amerika frissen felszabadult államai nyitva álltak a brit kereskedelmi flotta előtt. Így itt a brit gazdasági befolyás egészen az első világháború végéig kitartott.

## A második Brit Birodalom

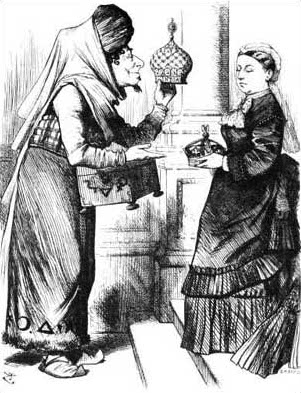
Politikai karikatúra 1876-ból, melyben Benjamin Disraeli (1804–1881) India császárnőjévé koronázza Viktória brit királynőt. A felirat, mellyel közzétették, az volt: „Új koronát régiért!”

A 19. századi brit politika elsődleges célja a legnagyobb és legfontosabb gyarmat, India védelme és gazdasági növekedésének fenntartása volt Ázsiában. A Kelet-indiai Társaság tovább terjeszkedett, biztosítva a Brit Birodalom ázsiai gyarapodását. A társaság hadserege a hétéves háborúban támogatta a Királyi Haditengerészet erőit, valamint több Indián kívüli hadműveletben is részt vett: Napóleon Egyiptomból történő kiűzésében (1799), a holland fennhatóság alatt álló Jáva elfoglalásában (1811), Szingapúr (1819), Melaka (1824) megszerzésében és a Burmában (1826) elszenvedett vereségben.
Az 1730-as évektől a társaság indiai telepei kivették részüket az egyre nagyobb jövedelmet hozó, Kínával bonyolított ópium-kereskedelemből. A kereskedést a Csing-dinasztia törvényen kívül helyezte 1729-ben, de a társaság folytatta az illegális tevékenységet, és az így keletkezett extra bevételét az anyaországba irányuló teaimport ellentételezésére használta fel. A kereskedelem beszüntetését célzó kínai intézkedések eredményeként 1839-ben Kantonban 20 000 láda ópiumot koboztak el a kínai hatóságok, és ez volt az egyik fő oka, hogy Nagy-Britannia megtámadta Kínát, amit az első ópiumháborúként tartanak számon. A háborúban elfoglalta Nagy-Britannia az akkor még jelentéktelennek számító Hongkong szigetét.

### Brit Kelet-indiai Társaság

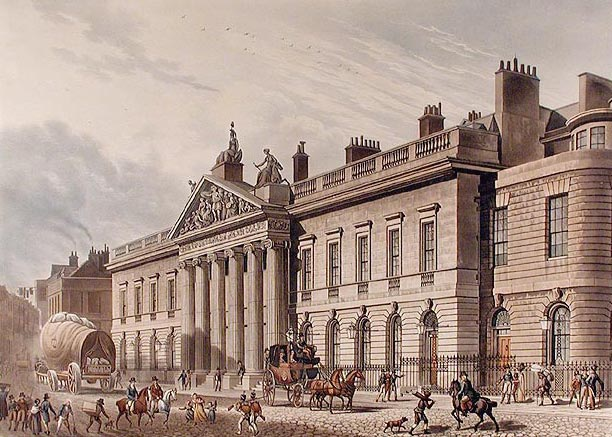
Az újjáépített Kelet-India Ház, Leadenhall Street, London, 1817-ben.

A Brit Kelet-indiai Társaság működése kétségtelenül a Brit Birodalom történetének egyik legsikeresebb fejezete, mivel ez a cég hajtotta végre az indiai szubkontinens elfoglalását. Ez a terület biztosította a legnagyobb bevételt a kincstárnak, és a társaság megszerezte a korona számára Szingapúrt, Ceylont, Hongkongot és Malajziát is. Ezek mellett a környékbeli országokat is behódoltatta, és megalapította Nagy-Britannia ázsiai birodalmát, amely a gyarmati rendszer legfontosabb része lett.
Az Indiáért folytatott háború azonban nem a korábban megszokott formát követte. Az európaiakat támogatta a mögöttük lévő szervezett közigazgatás, és jelentős előnyt élveztek haditechnikai fejlettségüknek köszönhetően is. Szervezett fellépésük és az általuk követett politika megakadályozta, hogy bármelyik térségbeli ország a másik fölé kerekedjen, és Kínához vagy Indiához hasonló államszervezetet hozzon létre. Az európaiak között is voltak azért jelentős konfliktusok, hiszen a briteknek meg kellett küzdeniük a francia, a portugál és a holland gyarmatosító érdekekkel is. Az európaiak a haditengerészet terén kiemelkedően erősek voltak, fegyverzetük ugyanis lehetővé tette, hogy megvédjék a tengeren közlekedő hajóikat. Így vált lehetségessé az is, hogy viszonylag gyorsan szárazföldi haderőt küldjenek az Indiai-óceán bármely térségébe.
A Brit Kelet-indiai Társaság kezdetben befektetési cég volt, amelyet a londoni Cityben, a Leadenhall Streeten székhellyel rendelkező kereskedők és befektetők alapítottak, és amelynek I. Erzsébet egy uralkodói rendelettel lényegében monopóliumot biztosított az indiai térséggel folytatott kereskedelemben.
A társaság kereskedő vállalkozásból olyan társasággá alakult, amely a helyi közigazgatásban és a hadseregben jelentős súlyt képviselt, és pozícióinak védelmére a helyi szipojokból verbuvált magánhadsereget is fenntartott.
A cég 1620-ban bejelentette igényét Dél-Afrika egy részére, majd később elfoglalta és uralta Szent Ilona szigetét, Szingapúrt és Hongkongot is. A társaság terjesztette el a teát Indiában, és tisztviselői közül sokan komoly vagyonra tettek szert, így például Elihu Yale, a New Haveni Yale Egyetem névadója is.
1615-ben I. Jakab utasította Sir Thomas Roe-t, hogy látogassa meg Dzsahángír nagymogult, a Mogul Birodalom uralkodóját, aki ebben az időben az indiai szubkontinens nagy részét, valamint Afganisztánt és Perzsiát is irányította. A látogatás célja egy kereskedelmi egyezmény megkötése volt, amely a társaságnak egyedüliként tette lehetővé kereskedelmi telepek létesítését Szúratban és más területeken. Cserébe a társaság európai piacokon beszerezhető javakat és ritkaságokat ígért a császárnak. Ez a vállalkozás sikeres volt, Dzsahángír Sir Thomason keresztül levelet küldött a királynak. A megállapodás eredményeként az indiai szubkontinensen minden más európai országot (Franciaország, Hollandia, Portugália) meghaladó mértékben fejlődött a brit kereskedelem.
1634-ben Sáh Dzsahán nagymogul kiterjesztette a brit kereskedők védelmét Bengáliára is, amely abban az időben India legjelentősebb textilipari körzete volt. 1717-ben végleg lemondott a kereskedelmet sújtó vámokról, így a társaságnak sokkal jobban megérte az indiai kereskedelem. Az 1680-as években annyira megnőtt a cég bevétele, hogy képes volt külön hadsereg kiállítására és fenntartására. A hadsereg leginkább koronahű indiaiakból állt, a tisztikart főként angolok és skótok alkották. A bennszülött katonákat szipojoknak nevezték.
A Mogul Birodalom bukását követően az indiai szubkontinens rengeteg kis királyságra szakadt szét. Az egyetlen köteléket a közös vallások, az iszlám, a szikhizmus és a hinduizmus alkották. Az egységes (brit) közigazgatási és kormányzói rendszer megalapításáig India nem politikai, csak földrajzi fogalom volt, a Himalájától délre fekvő szubkontinens megnevezése.

### Terjeszkedés

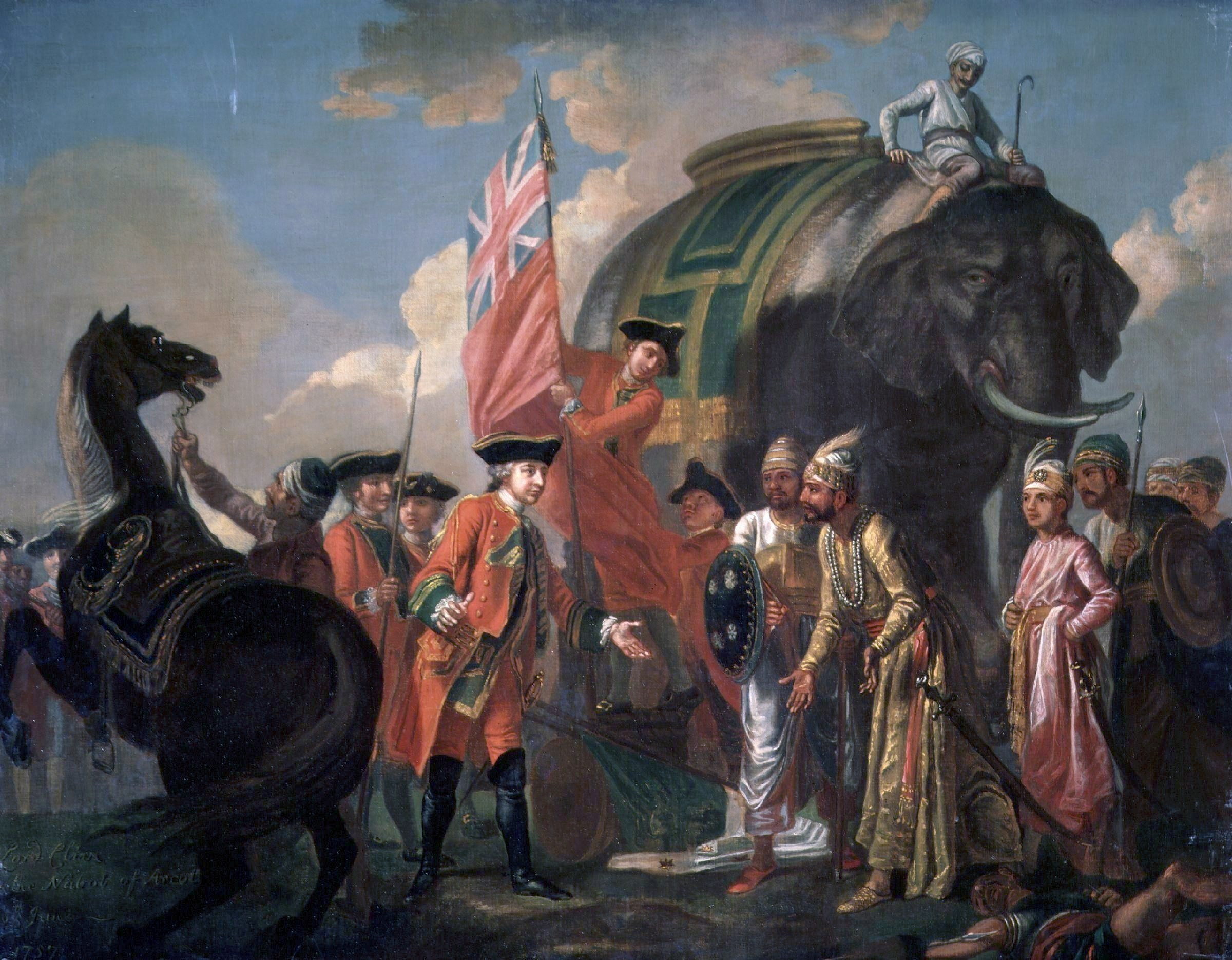
Robert Clive győzelme a palási csatában – ez tette lehetővé a Társaság átalakulását katonai és kereskedelmi hatalommá.

A Mogul Birodalom hanyatlása lehetőséget nyújtott a társaságnak, hogy 1757-től kiterjessze területeit. Ekkor ütközött össze a társaság és Bengál nábobja, Szirádzsuddaula. A birodalom felbomlása után sok kis királyság birtokolta a területet. Ezek az uralkodók egymás között is csatároztak. Robert Clive vezetésével, 1757. június 23-án a társaság hadserege szövetségeseivel legyőzte a nábob alakulatait a palási csatában. A csatában elért győzelmet a nábob hadseregének korábbi vezére, Mír Dzsaffár is nagyban segítette árulásával.
Ez a győzelem, aminek révén valójában elfoglalta Bengáliát, a Brit Kelet-indiai Társaságot kereskedelmi és katonai hatalommá is tette. Mindazonáltal hosszú ideig nem jelentette be igényét a terület feletti kormányzásra. Jobban megfelelt neki a bábnábob, akit hibáztatni lehetett azokért a közigazgatási baklövésekért, amelyek aztán a társaság tényleges és szükségszerű hatalomátvételéhez vezettek. Ezt az időpontot (1757) tekintik egyébként az indiai brit uralom kezdetének. A Bengália kincstárában talált pénz lehetőséget nyújtott a társaságnak, hogy tovább fejlessze haderejét. A hadsereg, amely továbbra is nagyrészt szipojokból állt brit tisztek vezetésével, a 19. század közepére elfoglalta a mai India teljes területét.
India elfoglalása során a társaságnak sok háborút kellett megvívnia a helyiekkel, ezek közül a legsúlyosabb a négy angol–maiszúri háború volt (1766 és 1799 között) a dél-indiai Maiszúri Királyság ellen, amelyeket az ellenség részéről Hajder Ali, majd később fia, Tipu Szaib maiszúri szultán, (a maiszúri tigris) vezetett. A királyság csak a negyedik háborúban esett el, miután a britek szövetségre léptek Maiszúr szomszédjaival. Az 1757-es palási csata és az 1764-es bakszári csata után – melyek megalapozták a kelet-indiai brit dominanciát – az angol–maiszúri (1766–1799) és az angol–maráthá (1775–1818) háborúk megerősítették a britek Dél-Ázsia feletti fennhatóságát.
Voltak olyan államok, amelyeket a társaság saját katonai eszközeivel nem tudott legyőzni. Ezek leginkább északon voltak, ahol nem volt erős a társaság jelenléte, ezért területeket csak úgy tudott szerezni, hogy a királyságokat kijátszotta egymás ellen. A jól bevált taktika alapján ezek után az ellenséges államok egyikének segítséget nyújtott a támadások kivédéséhez. Kényszerítő intézkedések, megállapodások és diplomáciai nyomás segítségével a társaság mindig megakadályozta, hogy a helyi uralkodók össze tudjanak fogni, és egységes erővel megtámadhassák a briteket. Ennek köszönhetően az 1850-es évekre már a britek uralták az indiai szubkontinens jelentős részét, aminek következtében a társaság egyre inkább államként, és nem kereskedő egyesületként működött.

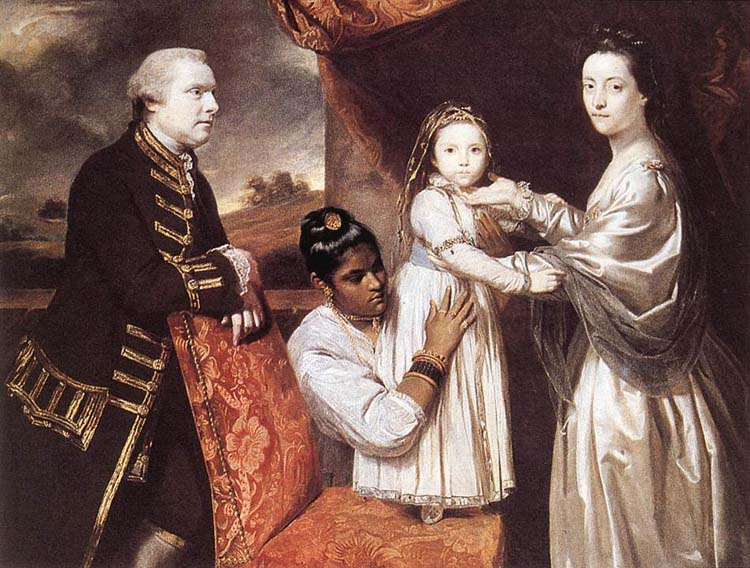
„Robert Clive családjával és egy indiai cseléddel”, Joshua Reynolds, 1765.

A társaság irányította a Kínával folytatott törvénytelen ópiumkereskedelmet, ami később a két ópiumháború (1834–1860 kitöréséhez vezetett. Az első ópiumháború megnyerését követően megalapították Hongkongot, az első európai gyarmatot kínai földön. A társaság más kisebb szomszédokkal is vívott háborúkat, közülük a legsúlyosabb a három brit-afgán háború volt (1839–1919), amelyek brit szempontból kudarccal zárultak.

### A társaság összeomlása
Egy évszázaddal a palási győzelem után a társaság hanyatlani kezdett. Az 1857-ben kitört szipojlázadás során a társaság bennszülött katonái fellázadtak a brit parancsnokok ellen. A felkelés Mirátban, Delhitől északra tört ki. Itt a szipojok megölték brit vezetőiket. Innen a felkelés futótűzként terjedt India északi részén, különösen a mai Uttar Prades, Bihár, Madhja Prades és Delhi területén.
A felkelés elnyerte az indiai társadalom jelentős részének a támogatását. Voltak kivételek is, hiszen a Rám Mohan Rájhoz hasonló nyugatiasodott indiaiak úgy gondolták, hogy a brit uralom szükséges az indiai társadalomban meglévő ellenségeskedések leküzdéséhez. A felkelés kitörésének társadalmi, politikai és gazdasági oka is volt. 1857-re már óriásivá nőtt az indiaiak körében a brit uralommal szembeni elégedetlenség. A tényleges felkeléshez azonban olyan esetek szolgáltattak alapot, melyek egyébként nem ígérkeztek gyújtópontnak.
Az egyik utolsó csepp a pohárban a Pattern 1853 Enfield karabély bevezetése volt. A fegyverhez olyan töltényeket használtak, amelyeknek a lőportároló papírtartályait sertés- vagy marhazsírral kenték meg. Ezeket szájjal kellett szétnyitni, hogy betölthessék a lőszert. A katonák túlnyomó többségének vallási okokból tilos volt a marha- és sertészsír fogyasztása. A hinduk nem fogyaszthattak marhahúsból származó ételeket, míg a disznóhúst a muzulmánok nem ehették meg.
Habár a társaság és az Enfield képviselői egyöntetűen tagadták, hogy akármelyik állat zsírját használnák, a hír terjedt, és sok szipoj megtagadta ezeknek a lőszereknek a használatát. A tiltakozó katonák közül Mangal Pandey-t például emiatt fel is akasztották.

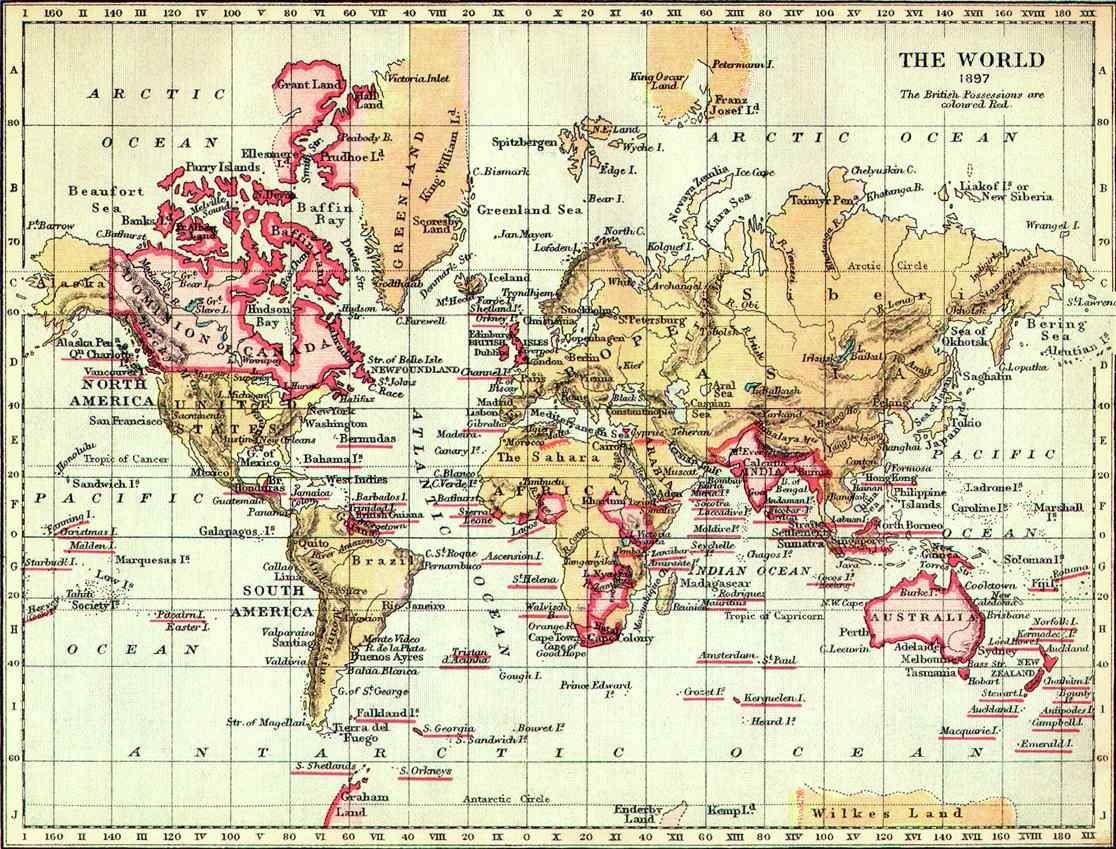
A Brit Birodalom 1897-ben rózsaszínnel, az ország szokásos térképszínével

Az indiaiak a felkelés előtt nagyon megosztottak voltak, ennek kihasználásával valósulhatott meg a britek hatalmának kiterjesztése. Ez a széthúzás nagyban segítette a brit gyarmatosítást, például a palási csatában az ellenfél vezérének átpártolásából húztak hasznot. Ez a megosztottság 1857-re megváltozott több, a töltényügyhöz hasonló eset miatt, mert ezek kiváltottak egyfajta széles körű ellenállást a britekkel szemben. Ez az általános gyűlölet eredményezte a lázadást, és utóbb ez vetett véget a Brit Kelet-indiai Társaság indiai uralmának is. Az indiaiak kezdetben nagy győzelmet arattak, de rövidesen a helyzetük rosszabbra fordult, és a britek leverték a felkelést.
A britek jobb kommunikációs szervezetük és a szervezettségük miatt könnyen meg tudták akadályozni a számbeli fölényben lévő szipojok győzelmét, akiknek nem volt hatékony kommunikációs rendszerük, és kevésbé volt szervezett a seregük, valamint hadianyagból is hiányt szenvedtek. A felkelés folytatása akkor vált értelmetlenné, amikor a britek átvették Delhi, a felkelők központja fölött az uralmat. A város elfoglalása után a brit hadsereg vérfürdőt rendezett. Nem ez volt az egyetlen, a felkeléssel összefüggő mészárlás, hiszen mindkét harcoló fél követett el atrocitásokat. A leghírhedtebbé a brit nők és gyermekek ellen Kánpurnál elkövetett szörnyűségek váltak.
A társaságnak az a hibája, hogy nem tudott szilárd ellenőrzést gyakorolni a területei fölött, elbizonytalanította a brit gazdasági és politikai vezető köröket indiai érdekeltségeik fenntarthatóságát illetően. India 1857-re már meghatározó szerepet játszott a birodalom gazdaságában. A lázadás éppen ezért nagy nyomást gyakorolt a korona politikájára, legalábbis annak az indiai kormányzással kapcsolatos részére, hiszen az lett a következménye, hogy a korona és a brit kormány magára vállalta a szubkontinens irányítását 90 évig. Ezzel a kormányzati döntéssel megszüntették a Brit Kelet-indiai Társaságot.
India közvetlen brit kormányzásának korszakát Rádzs néven emlegetik. Ekkor Indián a mai India, Pakisztán, Banglades és Mianmar (akkori nevén Burma) területét értették. Ennek a területnek a történelmi megnevezése Brit India volt.

### Versenytársak megjelenése
Az első iparosodott országként az Egyesült Királyság az elérhető világ csaknem egészét saját céljaira használhatta alapanyagforrásként és piacként. A 19. század folyamán azonban a helyzet nagymértékben megváltozott, mivel más nagyhatalmak is az iparosodás útjára léptek, és intézkedéseket tettek saját piacuk és erőforrásaik védelmében. Az 1870-es évekre a brit ipar vezető ágazatai versenyhelyzetbe kerültek, mert a nemzetközi piacon már külföldi versenytársak is megjelentek. A világ nagy tőkeexportőreként azonban féltve őrizte világkereskedelmi és pénzügyi vezető szerepét.

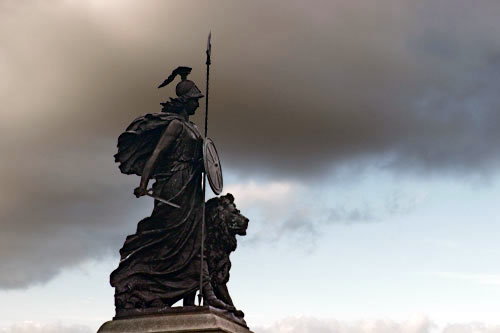
Britannia nemtője a britek nagyhatalmai terveinek jelképévé vált

Az ipar nagymértékben fejlődött Németországban és az Amerikai Egyesült Államokban, amelyek néhány területen átvették a vezető szerepet a sokáig uralkodó britektől (és franciáktól). 1870-re a német textil- és fémipar szervezettségben és technikai hatékonyságban felülmúlta brit versenytársait, és elhódította a külföldiek elől a hazai piacokat. A századfordulóra a német fém- és gépipar már a „világ műhelyébe”, a szabadkereskedelem megteremtőjének a piacára is exportált termékeiből.
Bár a láthatatlan export (bank, biztosítás és hajózás) valamelyest ellensúlyozta az ország kereskedelemben elfoglalt helyzetének romlását, jellemző adata az utóbbinak, hogy 1880 és 1913 között Nagy-Britannia részesedése a világkereskedelemből 1/4-ről 1/6-ra csökkent. Nemcsak az akkor iparosodott országok piacain csökkent részaránya, hanem harmadik országokba irányuló szállításainak volumenén is meglátszott, hogy versenyhelyzet alakult ki a világpiacon. Korábbi óriási fölénye jelentősen csökkent az Indiával, Kínával, Latin-Amerikával és Afrikával folytatott kereskedelemben is. Azonban az ezeken a területeken elszenvedett visszaesés kevésbé éreztette hatását, mivel az iparosodás következtében más területekre helyeződött át a hangsúly.
Az ország kereskedelmi nehézségeit tovább fokozta a „hosszú hanyatlás”, az 1873 és 1896 közötti elhúzódó deflációs periódus. Nagy nyomás nehezedett a kormányzatra, hogy támogassa a hazai ipart. Ez azonban a szabadkereskedelem meggyengülését okozta az európai hatalmak között. Ugyanez a jelenség Németországban 1879-től és Franciaországban 1881-től figyelhető meg.
A piacvédelmi intézkedések következtében mind a hazai piac felvevőképessége, mind az exportmegrendelések mennyisége csökkent. Ez arra kényszerítette a kormányokat és a gazdasági vezetőket, hogy a gazdasági problémáikra a megoldást a tengerentúli gyarmati piacokon keressék. Az újabb tengerentúli területek versenymentes exportlehetőséget biztosítottak a hazai ipar számára, és olcsó alapanyagok valóságos tárházát tették elérhetővé. Bár Nagy-Britannia hivatalosan 1932-ig ragaszkodott a szabadkereskedelmi politikához, valójában az ország csatlakozott az újra fellángoló gyarmatosítási lázhoz, és nem hagyta, hogy az addig megszerzett birtokain más hatalmak befolyása érvényesüljön.

### Nagy-Britannia világbirodalommá válásának évszázada (1815–1914)

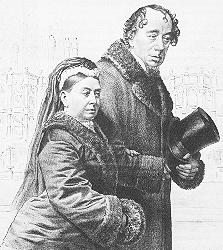
Viktória királynő és Benjamin Disraeli

A 19. század első felétől a 20. század elejéig tartó birodalmi időszak eseményeit a történészek többféleképpen is besorolják. Az 1815 és 1914 között Britannia birodalmi évszázadáról szólnak az elemzéseik. Ez magába foglalja Viktória brit királynő uralkodásának viktoriánus Angliaként ismert és egyes történészek által az új imperializmus korszakának nevezett periódust, amely a sedani csata (1870) és az első világháború kitörése (1914) közötti időszakra datálható.
A birodalom e közel egy évszázad alatt mintegy 25 900 000 km² területtel bővült, és az alattvalók száma körülbelül 400 millió fővel növekedett.
A waterlooi csatában Bonaparte Napóleon felett aratott győzelem azt eredményezte, hogy csak Oroszország maradt meg nagyhatalmi vetélytársnak, az is egyedül a közép-ázsiai térségben. Ebben a korban vitathatatlan volt a britek tengeri fölénye, és a világcsendőri szerepkört is ők töltötték be. Ezt az időszakot Pax Britannica néven ismerte meg a világ, és fényes elszigeteltségként is jellemzik a követett külpolitikai irányultság miatt.
Az ország belépését egy újabb nagyarányú terjeszkedés korszakába 1875-re datálják, mikor Benjamin Disraeli konzervatív kormánya megvette az eladósodott egyiptomi vezető, Iszmail pasa 44%-os részesedését a Szuezi-csatornában 4 millió fontért. Ezzel megszerezte a felügyeleti jogot az Indiát az anyaországgal összekötő legrövidebb út legfontosabb része felett. A csatornát hat évvel korábban, III. Napóleon uralkodása alatt adták át a forgalomnak. A közös brit–francia felügyelet 1882-ben, a terület brit elfoglalásával ért véget.
Megfigyelhető a birodalom terjeszkedésében egyfajta formális hatalom érvényesítése is, ami azt jelenti, hogy a birodalom ellenőrizte a névlegesen önálló országok (például Kína, Argentína és Thaiföld) kereskedelmét.

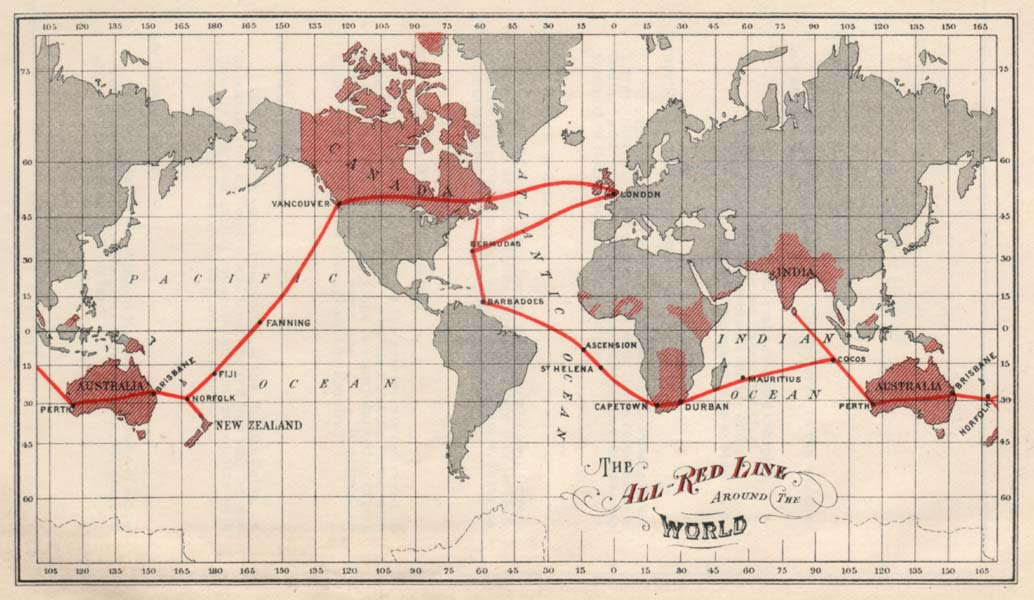
Az All Red Line főbb kapcsolati pontjai a világban

A birodalmat erősítették a század második felében feltalált és kifejlesztett technikai újdonságok, például használatba vették és tökéletesítették a gőzhajót és a telegráfot. Jól példázza a kimagasló technikai fejlettséget, hogy 1902-ben egyedül a Brit Birodalomban volt kiépítve a világot átölelő távírókapcsolat, melyet All Red Line-nak neveztek.

### Afganisztán és a Brit Birodalom
Oroszország évszázadok óta tartó terjeszkedése Délkelet-Európa felé félelemmel töltötte el az Egyesült Királyságot. 1878-ban megszerezte Ciprust, hogy a Török Birodalom elleni esetleges orosz támadásra gyorsan reagálhasson, miután már részt vett a krími háborúban 1854 és 1856 között. Ezen kívül a britek lerohanták Afganisztánt, hogy megelőzzék az India irányába történő további orosz terjeszkedést. Itt három véres és sikertelen háború zajlott le, míg végül rákényszerültek az afganisztáni terjeszkedés feladására.
Az első angol–afgán háború (1838–1842) a Viktória-korabeli brit hadsereg egyik legszörnyűbb vereségéhez vezetett. Afganisztán meghódítása kezdetben szinte ellenállás nélkül ment, de nem vették figyelembe, hogy a sokszínű országot az ott élő népeknek is tetsző módon kellene kormányozni. Az „Indus hadseregének” nevezett brit irányítású sereggel támogatott afgán bábvezetés teljes kudarcot vallott, és általános felkelés bontakozott ki ellene az országban. Az orosz segítséget is magukénak tudó felkelő afgán pastu törzsek 1842-ben a támadó brit hadtestet teljes egészében megsemmisítették. Erre egyébként a Kabulból történő visszavonulás adott alkalmat, mikor a hegyek közötti hágóban lemészárolták a briteket. Egyedül egy sebesült lovas, William Brydon sebészorvos élte túl és jutott vissza 1842. január 13-án Dzsalálábádba.

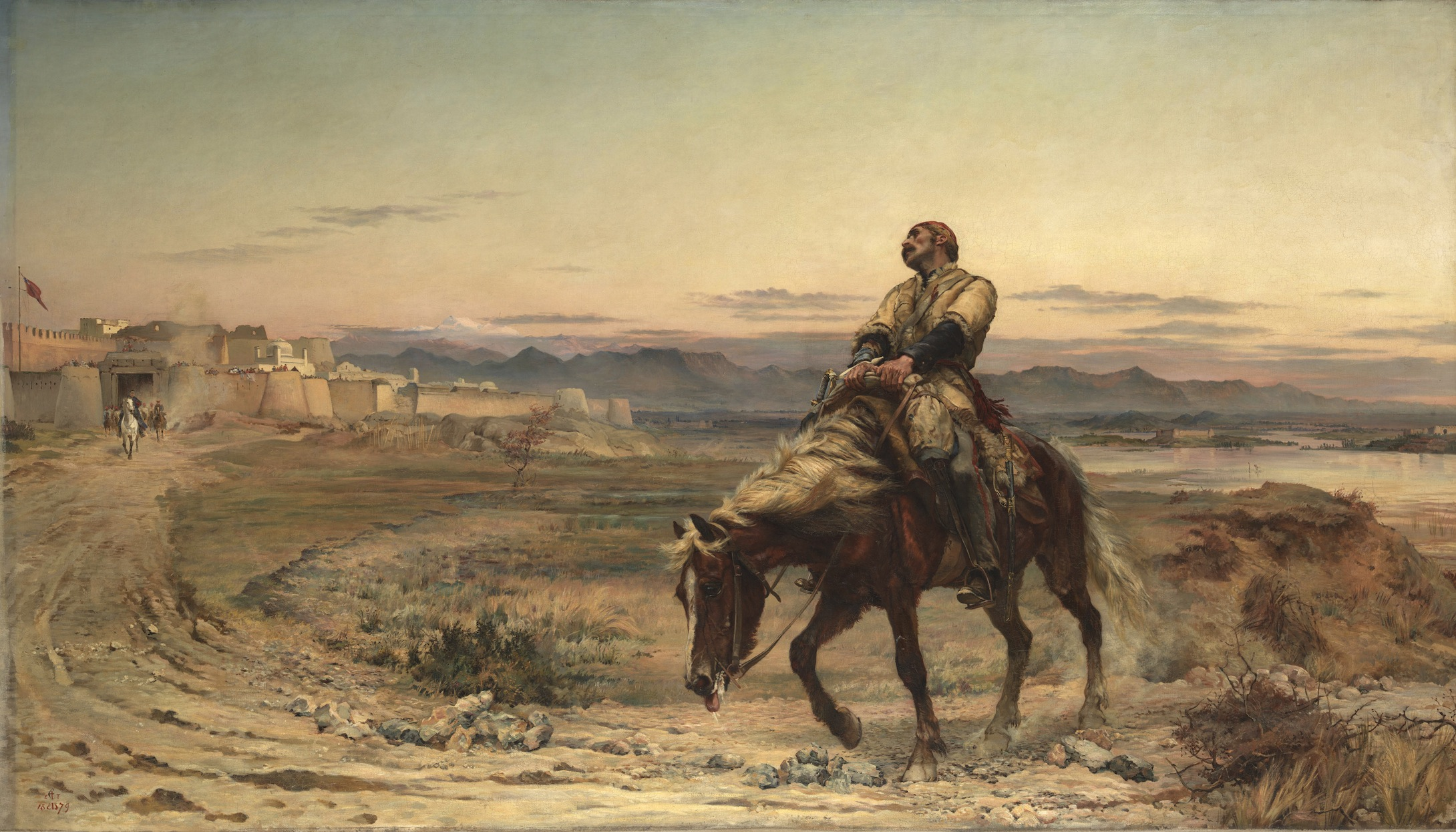
A súlyosan sebesült Brydon sebészorvos Elizabeth Thompson „Egy hadsereg maradéka” című festményén

A második angol–afgán háború (1878–1880) során több csata után 1879. május 26-án megköttetett a „gandamaki szerződés”. Ebben az afgánok elfogadták a brit képviseletet, a külpolitika angol ellenőrzését. Vezetőjük, Jakub emír lemondott területekről is, mindezek fejében évi járadékot kapott.
A harmadik angol–afgán háború 1919-ben a helyi törzsek által a brit hadsereggel szemben érzett elégedetlenség miatt robbant ki, és végleg elűzte a megszállókat Afganisztán területéről.
Az indiai és afgán háborúk után az ázsiai nagy gyarmatosítási játszma brit részről befejeződött. Ugyanekkor erős ipari lobbisták és brit kormánytagok, mint például Joseph Chamberlain, szükségesnek ítélték a hivatalos gyarmattartás további fennmaradását más keretek közt, de a brit világpiaci részesedés csökkenését megakadályozó rendszerben. Az 1890-es években az ország új gyarmatosítási politikát fogadott el, ami a trópusi Afrika meghódításáért folyó harc éllovasává tette.

### A brit gyarmati politika változása
A birodalomnak az új gyarmatosításban történő részvétele úgy is tekinthető, mint új piacok vagy a többlettőke befektetésére alkalmas terület megszerzésére irányuló törekvés. Elsődleges fontosságú volt abból a célból, hogy megvédje fennálló kereskedelmi kapcsolatait, nehogy ezek az egyre erősödő és jelentős területeket elfoglaló ellenséges nagyhatalmak érdekeltségi szférájába kerüljenek. De azt is látni kell, hogy egyetlen más intézmény sem tett annyit a nyugati normák bevezetéséért és egy világméretű rendszer és irányítás kialakításáért, mint a Brit Birodalom.
A brit gyarmati politikát mindig is az ország kereskedelmi érdekei irányították. Míg a telepes gyarmatok fejlesztése elsősorban a növekedés egyensúlyát biztosította, a trópusi afrikai területekre leginkább csak alapanyagforrásként volt szükség. Ezért a britek folyamatosan konfliktusos helyzeteket alakítottak ki az etnikai, vallási és faji csoportok között, hogy ne tudjanak összefogni és legyőzni a megszálló erőket. A klasszikus „oszd meg és uralkodj” taktikát alkalmazva tartották megosztottságban Ciprus, Írország, India, Rodézia, Szudán és Uganda lakosságát is.
Az ipari forradalom kezdete szintén segített Nagy-Britanniának a többi országgal szembeni versenyelőny megtartásában. Néhányan azt hangsúlyozzák, hogy a számos tengerentúli gyarmat területéről származó nyersanyag vagy pénzügyi forrás, vagy a Karib-térség és Afrika között bonyolított rabszolga-kereskedelemből származó profit hozzájárult az ipari befektetések növeléséhez. Azonban kimutatták, hogy a rabszolga-kereskedelem és a rabszolgák által művelt ültetvényekből származó profit az ipari forradalom időszakában a brit nemzeti jövedelemnek kevesebb, mint 5%-át biztosította.

### Harc Afrikáért

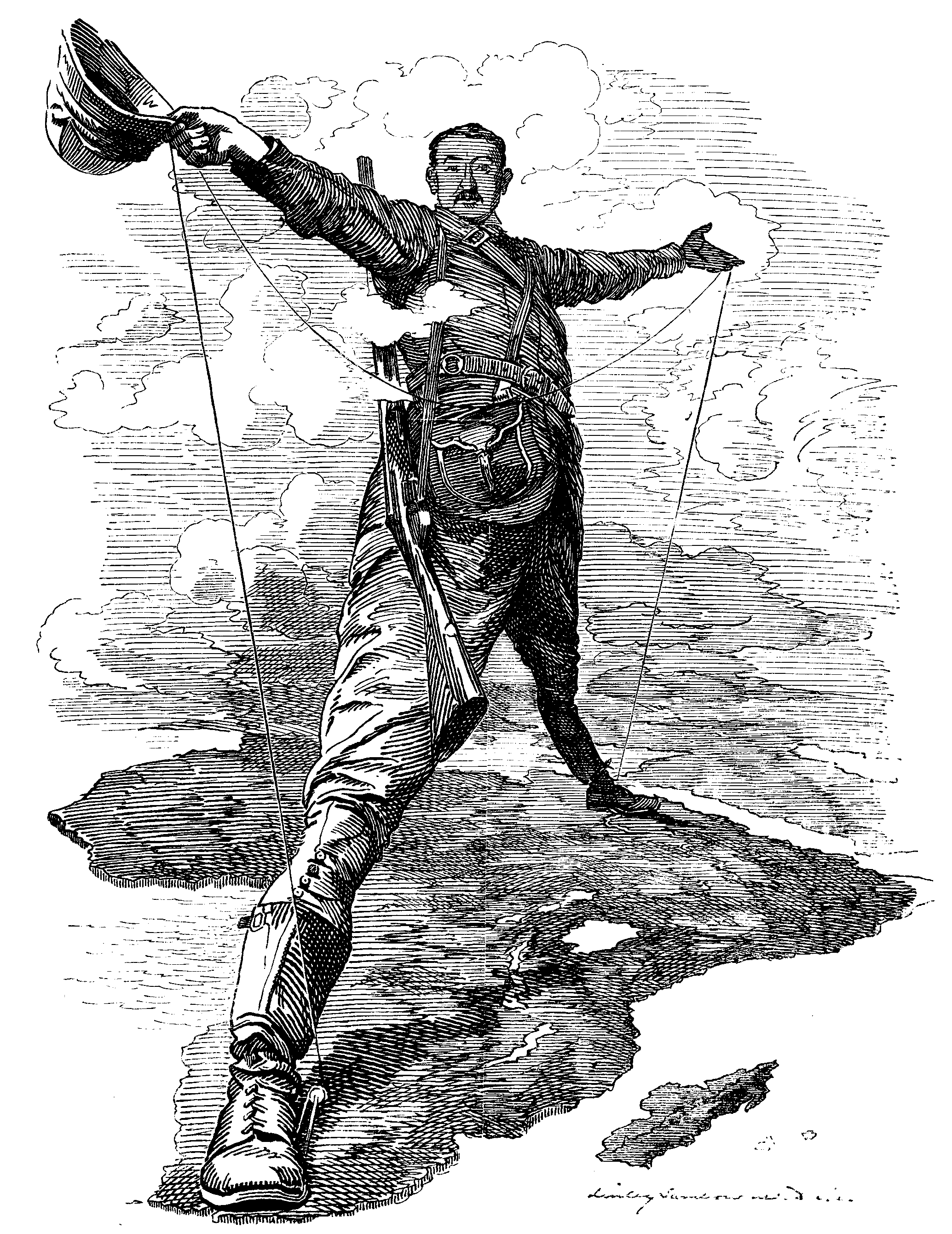
Karikatúra Cecil Rhodesról

1875-ben a két legfontosabb afrikai gyarmat Franciaországé (Algéria) és Nagy-Britanniáé (Fokföld) volt. 1914-re csak Etiópia és Libéria maradt az európai befolyástól független. A nem hivatalos gazdasági és politikai befolyás az európai országok gyarmatszerző harcához vezetett. Nagy-Britannia megpróbált kimaradni az első harcokból, inkább kereskedelmi nagyhatalmi, mintsem gyarmattartó hatalmi státusra törekedett. Hamarosan világossá vált azonban, hogy az afrikai harcokban is részt kell vennie, hogy megtartsa pozícióját.
Ahogy a francia, belga és portugál aktivitás megnőtt a Kongó alsó folyása mentén, megnőtt a veszély is, hogy az osztozkodás fegyveres összecsapásba torkollik. A Berlini Konferencia 1884–85-ben úgy próbálta megelőzni a nagyhatalmak közötti esetleges konfliktusokat, hogy deklarálta: a „tényleges megszállás” a területi igények nemzetközi elismerésének feltétele. Ezzel gyakorlatilag elkerülhetetlenné vált állandó hadseregek állomásoztatása a gyarmatokon.
Egyiptom 1882-es elfoglalása hozzájárult a Nílus völgyében egy biztonsági ellenőrzési terület kialakításához, ami később a szomszédos Szudán elfoglalásához (1896–1898) és 1898 szeptemberében a francia hadsereggel való fasodai összecsapáshoz vezetett.
1902-re Nagy-Britannia teljesen elfoglalta a mai Dél-afrikai Köztársaság területét. Először a Jóreménység foka került brit kézre 1795-ben, majd a Zulu Királyság (Angol–zulu háború, 1878). Az első búr háború (1880–1881) még sikertelenül zárult, végül a búr köztársaságokat a második búr háborúban (1899–1902) sikerült bekebelezni.
Cecil Rhodes volt az északi irányú brit expanzió vezéralakja, aki a magántulajdonban levő Brit Dél-Afrikai Társaság révén igyekezett kiaknázni az újonnan megszerzett területeket. Rhodes behatolt az országtól északra fekvő területekre, és megalapította Rodéziát. Rhodes álma, egy Afrikát átszelő vasút megvalósítása volt a legfőbb indok arra, hogy folytassák az afrikai terjeszkedést. Ez a vasútvonal behálózta volna a teljes Brit Afrikát.
A dél- és kelet-afrikai brit sikerek nyomán Rhodes és Alfred Milner, Nagy-Britannia dél-afrikai kormányzója tervbe vette a Fokváros–Kairó vasúti összeköttetés megvalósítását, ami lehetővé tette volna a stratégiai fontosságú Szuezi-csatorna és az ásványi anyagokban gazdag déli gyarmatok összekapcsolását. Ezt a tervet Tanganyika német elfoglalása egy időre háttérbe szorította, de az első világháborút követően ismét életszerű elképzeléssé vált. 1903-ban elkészült az All Red Line távírórendszer, amely a birodalom főbb területei közötti kommunikáció biztosítására szolgált.
Nagy-Britannia, a szabadkereskedelem legnagyobb úttörője 1914-re nemcsak a legnagyobb kiterjedésű tengerentúli gyarmattal rendelkezett, hanem az Afrika meghódításáért folytatott harcnak is a nyertese lett. 1885 és 1914 között Nagy-Britannia Afrika lakosságának csaknem 30%-át felügyelete alatt tartotta, ez az arány a franciák esetében 15%, a németeknél 9%, a belgáknál 7%, az olaszoknál 1% volt.

### Autonómia a fehér telepesek gyarmatain
A domínium státus kiterjesztésével az önkormányzó Kanadára (1867), Ausztráliára (1901), Új-Zélandra (1907), Új-Fundlandra (1907) és az újonnan létrehozott Dél-afrikai Unióra (1910) kezdetét vette a birodalom átalakulása a modern Nemzetközösséggé. A brit gyarmati csapatokat 1868–71-ben kivonták Kanada, Ausztrália és Új-Zéland területéről, és ezekben az országokban megkezdték a helyi haderő megszervezését is. Az új államok vezetői és az anyaországi politikusok rendszeresen megtartották a gyarmati (1907-től birodalmi) konferenciákat. Az elsőt 1887-ben Londonban rendezték.
A domíniumok külügyeit az Egyesült Királyság Külügyminisztériumán keresztül intézték, azonban Kanada 1909-ben létrehozta a Külügyek Minisztériumát, de a többi kormánnyal a diplomáciai kapcsolatokat még mindig főkormányzók, a domíniumok Londonba delegált főbiztosai révén ápolták (először Kanada nevezte ki a sajátját 1880-ban, majd Ausztrália 1910-ben), így az Egyesült Királyság hadba szállása az első világháborúban a domíniumokra is érvényes volt.
A domíniumok szabadon irányíthatták külügyeiket, ha azok nem voltak ellentétben a brit külpolitikával: Kanada liberális kormánya 1911-ben kétoldalú szabadkereskedelmi egyezményt, viszonossági megállapodást kötött az Amerikai Egyesült Államokkal.
A katonai védelem tekintetében a korábbi politika, amely a domíniumok haderejét az egységes birodalmi hadsereg és haditengerészet részeként kezelte, a továbbiakban nem volt fenntartható az Európában (elsősorban a német flotta részéről) jelentkező kihívások miatt. 1909-ben eldöntötték, hogy a domíniumoknak lehet önálló tengerészete, ezzel eltörölve egy 1887-es megállapodást, amelynek értelmében az akkori ausztrál tengerészetnek kötelező volt csatlakoznia a Brit Királyi Haditengerészethez.

## Az első világháború és hatásai

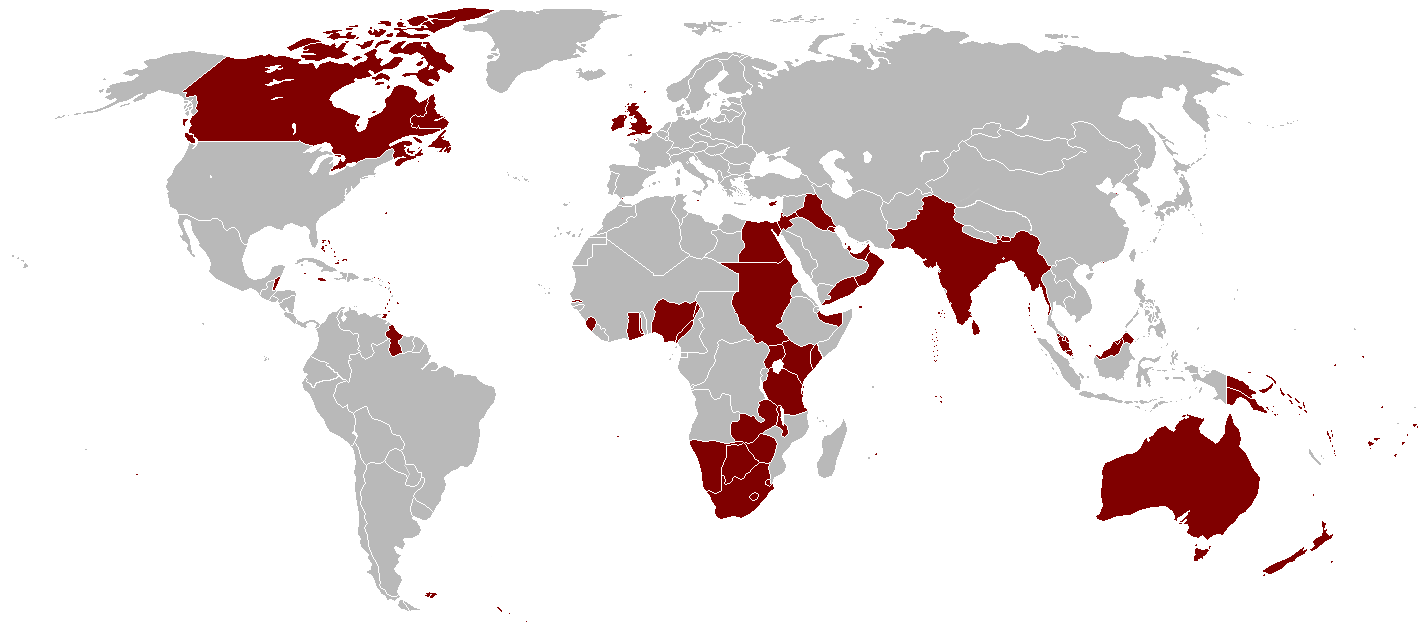
A barna színnel jelzett területek mutatják a birodalom 1921-es kiterjedését.

A világháború kezdetekor vált bizonyossá, hogy a birodalom gazdagsága nem elégséges a háborús gazdálkodás problémáinak megfelelő kezelésére. A háború alatt feszültséget okozott a fellépő lőszerválság, a hadiiparban dolgozók hiánya miatt a hadsereg felszerelése és ellátása. A háború alatt Nagy-Britannia lakosságának élelmiszerrel és fogyasztási javakkal történő ellátását csak jelentős csökkentések és megszigorítások mellett lehetett biztosítani.
A birodalom második és az azt követő korszakainak pontos idejét már nehezebb évszámhoz is kötni. A történészek többsége szerint a második korszak lezárását az első világháború vége jelentette.
Az első világháború során a birodalom nagy árat fizetett a győzelemért, de cserébe bekövetkezett a brit uralom alatt lévő területek utolsó bővülése. Nagy-Britannia megszerezte a Török Birodalom bukása után a Közel-Keleten népszövetségi mandátum alatt álló Palesztina és Irak, valamint a régebben német kolóniaként létező Tanganyika, Délnyugat-Afrika (jelenleg Namíbia) és a mai Pápua Új-Guinea északi részének, Német Új-Guineának az irányítását.
Az ország látszólag kiemelkedett a háború győztesei közül, és uralma újabb területek fölé terjedt ki, azonban a háború költségei miatt nehézkessé vált, hogy ilyen hatalmas birodalmat még sokáig fenntartson. A britek közel egymillió embert veszítettek, és riasztó ütemben kellett beruházásaikat készpénzzé tenniük. Az amerikaiakkal szembeni adósságaik kritikus méreteket öltöttek. Erős pozitívum csak az volt, hogy a nacionalista érzelem mind a régi, mind az újonnan meghódított területeken növekedett.
Az 1920-as évtized a domíniumi státus nagymértékű megváltoztatását hozta. Habár a domíniumoknak nem volt érdemi beleszólásuk az 1914-es háborúba lépésbe, mindegyiket külön-külön bevonták az 1919-es versailles-i békeszerződés megfogalmazásába az egységes brit tárgyalóküldöttség keretein belül. Mivel az 1922-ben indított Törökország elleni háborúban egyes domíniumok nem akartak részt venni, kompromisszumot kellett kötni, át kellett alakítani a birodalmi rendszert. A Népszövetség egyes korábbi német gyarmatok mandátumát a domíniumokhoz delegálta: Nyugat-Szamoa új-zélandi, Német Új-Guinea ausztrál, Német Délnyugat-Afrika pedig dél-afrikai felügyelet alá került.
A domíniumok teljes függetlenségét az 1926-os Balfour-nyilatkozat és az 1931-es westminsteri statútum mondta ki: a továbbiakban minden domínium Nagy-Britanniával megegyező jogokkal rendelkezik, mentes minden brit befolyástól, és szabadon alakíthatja saját külkapcsolatait. A Gyarmatügyi Minisztériumon belül 1907-ben létrehozott domíniumi részleg 1925-ben külön Domíniumi Osztállyá alakult, később, 1930-tól pedig külön miniszter foglalkozott a domíniumi ügyekkel.
Kanada volt az első domínium, amely teljesen szabadon, saját hatáskörben kötött nemzetközi megállapodást (1923), és 1928-ban itt, Ottawában nyitott az Egyesült Királyság először nagykövetséget, így elkülönítették a főkormányzó közigazgatási és diplomáciai tevékenységét. A főkormányzó ettől fogva nem volt egyszerre a brit kormány és az államfő képviselője egy személyben. Kanada első külképviseletét Washington, DC-ben 1927-ben nyitotta meg. Ezt Ausztrália követte 1940-ben.
Egyiptom hivatalosan 1922 óta független, de 1936-ig szerződés (1956-ig pedig részleges katonai megszállás) kötötte az Egyesült Királysághoz. Irak, amely 1922-ben brit protektorátus lett, tíz évvel később, 1932-ben szintén elnyerte függetlenségét.

### A brit uralom vége Írországban

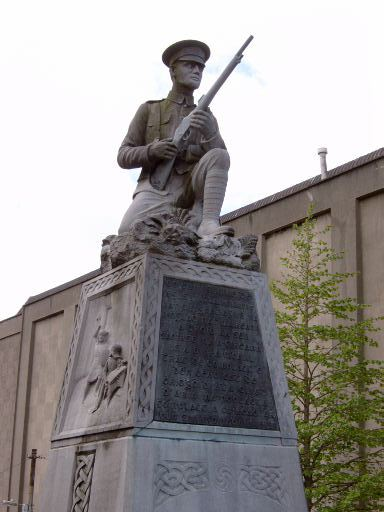
A nagy háború emlékműve Dublinban

Az ír autonómiát (ami nem volt alkotmányos függetlenség) az harmadik ír autonómiatörvény garantálta. Ez az első világháború kitörése miatt nem lépett életbe. 1916 húsvét hétfőjén egy nacionalistákból és szocialistákból álló csoport Michael Collins vezetésével fegyveres felkelést robbantott ki Dublinban, amely azonban sikertelenül végződött. Miután 1919-ben kiszabadult a börtönből, Collins vezette az ír gerillákat, az Ír Köztársasági Hadsereget (angolul: Irish Republican Army, rövidítése IRA) a brit uralom elleni fegyveres küzdelemben. Az ebből kinövő angol-ír háború 1921-ben egy közlemény kiadásával és az angol–ír szerződés aláírásával fejeződött be. A békeszerződés az ír szigetet két részre osztotta: nagy része (26 megye) az Ír Szabadállam, a Brit Nemzetközösség egyik önálló domíniuma lett, míg a hat északi, protestáns többségű megye Észak-Írország néven az Egyesült Királyság része maradt.
Az ír szabadállam parlamentje 1937-ben vált ki a brit nemzetközösségből, és új alkotmányt fogadott el, amely kimondta, hogy Írország szuverén és független állam. Az Ír Köztársaságot Nagy-Britannia azonban csak 1940-es évek végén ismerte el. A katolikus polgárjogi mozgalom észak-írországi elnyomása 1968–69-ben kiváltotta az ír egyesítésért harcoló IRA erőszakos cselekményeit, melyeknek azóta már több ezer ember esett áldozatul.
Egy 1949-ben alkotott törvény az ország nevét Ír Köztársaságra változtatta, egyben kinyilvánította az ország kilépését a Nemzetközösségből. Ezzel Írország az Egyesült Királyságtól teljes mértékben független állam lett. Írország alkotmánya egészen 1998-ig tartalmazta az ország igényét a hat északi megyére. Észak-Írország hovatartozása, hogy a független Írországhoz, vagy a jelenlegi országához, az Egyesült Királysághoz tartozzon, nagymértékben megosztotta a társadalmat.
Az 1998-as úgynevezett nagypénteki megállapodásban London és Belfast között az Ír Köztársaság közreműködésével megegyezés született az észak-írországi vallási konfliktus lezárásának alapelveiről. Ennek alapján nyílt lehetőség a további, már békés rendezési lehetőségek keresésére.

## A második világháború és a birodalom széthullása

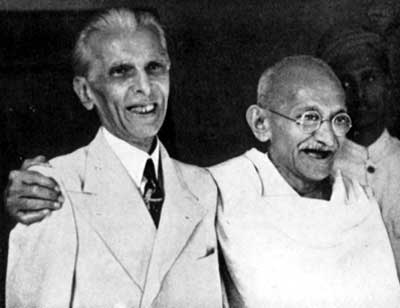
Muhammad Ali Dzsinnah és Mahátma Gandhi, az Indiai Függetlenségi Mozgalom két vezére

A gyarmatellenes nacionalista mozgalmak felélénkülése a birodalomban és a 20. század első felében bekövetkező változások a világgazdaságban olyan kihívásokat támasztottak a brit világbirodalom elé, amellyel akkor is nehéz lett volna megküzdenie, ha nem az otthoni gondok kötik le minden erejét. A birodalom széthullásának egyik oka volt, hogy a világháborús fegyverkezés költségeit és terheit nem vagy csak részben akarta viselni a birodalom többi része.
A birodalom bomlását a második világháború kitörése felgyorsította, és az Indiával kötött egyezség valójában meg is pecsételte. Ez volt a brit kormányzat és az indiai függetlenségi mozgalom vezetőinek az a megállapodása, melyben az indiaiak azt vállalták, hogy akkor támogatják a brit csapatokat és lesznek lojálisak, ha cserébe a háborút követően elnyerhetik függetlenségüket. Ez be is következett, 1947. augusztus 15-én India kikiáltotta függetlenségét. Az ezt következő két évtizedben a legtöbb volt gyarmat függetlenné vált.

### A domíniumok
A Birodalom szétesése a második világháború után felgyorsult, mivel a háborús erőfeszítések a végletekig kimerítették az országot, és az addigi szövetségesek (elsősorban az Egyesült Államok és a Szovjetunió) nem voltak érdekeltek a gyarmatokkal kapcsolatos status quo fenntartásában. A világháború költségei jelentősen meghaladták az azt megelőzőét és az akkor felvett háborús kölcsönök utolsó részletét 2006-ban fizette vissza az Egyesült Királyság. A szigetország egyes részei súlyos pusztítást szenvedtek a bombázások révén, és a háborúban odaveszett a birodalom kereskedelmi flottájának jelentős része.
Az ország 1939. szeptemberi hadüzenete Németország ellen már nem jelentette automatikusan a domíniumok hadba lépését is. Írország kivételével minden terület saját maga nyilvánította ellenséges állammá Németországot. Az Ír Szabadállam már az ezt megelőző évben tárgyalásokat folytatott a Brit Királyi Haditengerészet kivonásáról a szerződéses kikötőkből, és kinyilvánította semlegességét a háború idejére.
A II. világháború megnyerése kétes értékű győzelem volt. Az elszenvedett veszteségek még inkább aláásták az ország amúgy is hanyatló kereskedelmi és pénzügyi vezető szerepét, és megnövelte a domíniumok valamint az Amerikai Egyesült Államok fontosságát. Jól példázza ezt az ausztrál miniszterelnök, John Curtin addig példa nélküli 1942-es akciója, amikor visszahívta a frontról az ausztrál katonákat. Az ausztrálok a britek által uralt Burma területét őrizték. Ez a lépés megmutatta, hogy most már a domíniumok nem rendelik alá saját érdekeiket a brit érdekeknek. Curtin már egy évvel ezelőtt azt írta egy újságcikkben, hogy az országnak inkább az Egyesült Államokkal kéne erősebb kapcsolatokat kialakítania.
A háború után, 1951-ben Ausztrália, Új-Zéland és az Egyesült Államok létrehozta az ANZUS regionális biztonsági megállapodást. Nagy-Britannia jelentkezése (1961) és felvétele (1973) az Európai Közösségbe gyengítette a kolóniákkal addig ápolt kereskedelmi kapcsolatait, és megszüntette ezeknek az országoknak a kivételes helyzetét a brit piachoz való hozzáférés tekintetében.
1947 januárjában Kanada volt az első domínium, mely lakosainak állampolgári jogállást biztosított az alattvaló cím mellett. Ez utóbbit végérvényesen 1977-ben törölték el, és az ország 1982-ben a nemzeti alkotmány elfogadásával vált teljesen függetlenné.

### India, Afrika, Ázsia, a Csendes-óceán és a karibi térség

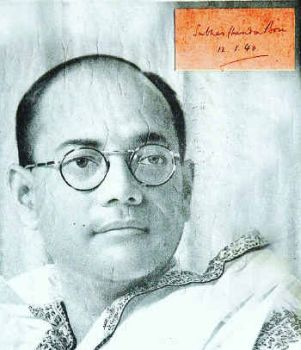
Netádzsi Szubhasz Csandra Bosze, az indiai függetlenségi mozgalom egyik legjelentősebb vezetője, akit két időszakra is az Indiai Nemzeti Kongresszus vezetőjévé választottak. Ő alakította meg az Azad Hind kormányt a száműzetésben, és szervezte újjá az indiai nemzeti hadsereget azért, hogy a második világháborúban a britek ellen harcolhasson.

Az 1947-es gazdasági válság miatt sokan felvetették, hogy Clement Attlee munkáspárti kormányának fel kell hagynia azzal az elképzeléssel, hogy az ország megtartsa összes gyarmatát. A politikusok, közalkalmazottak és talán már az egész társadalom úgy érezte, hogy a gyarmatok rettentő módon megterhelik az állami költségvetést.
India 1947-es függetlensége véget vetett az Indiai Nemzeti Kongresszus 40 éves harcának, mely először az önkormányzatot, majd a teljes függetlenséget akarta elérni. Az önállósodás nem volt azonban zökkenőmentes. A volt gyarmati terület felosztása Indiára és Pakisztánra olyan háborúhoz vezetett, mely több százezer áldozatot követelt. India függetlenné válása és domíniumi elismerése (1950) a modern Nemzetközösség létrejöttének számít, és ennek a megállapodásnak köszönhetően 31 további állam is tagja lett a Nemzetközösségnek.
A karibi térségben, Afrikában, Ázsiában és a Csendes-óceánon a gyarmatok háború utáni felszabadulása idején az anyaország ritkán küzdött az elszakadni akaró területekért. A brit katonai erők nagymértékben le voltak kötve 1956-ban a szuezi válságban, amikor az Amerikai Egyesült Államok elítélte a brit, francia és izraeli csapatok egyiptomi bevonulását, amit az amerikaiak a saját közel-keleti befolyásuk veszélyeztetésének értékeltek.
Szingapúr két lépésben lett független. A britek nem gondolták, hogy az új ország elég nagy és erős lenne ahhoz, hogy meg tudja magát védeni. Ezért Malaya, Sarawak, Észak-Borneó és Szingapúr egyesítésével megalakították Malajziát. A rövid életű államalakulat 1965-ben felbomlott, mikor Szingapúr kinyilvánította teljes függetlenségét Malajziától, bár az Egyesült Királyság továbbra is védelmet biztosított az ötoldalú megállapodás keretei között.
Burma 1948-ban vívta ki függetlenségét úgy, hogy utána sem lett a Nemzetközösség tagja; ez volt az első olyan függetlenedő terület, amelyik minden kapcsolatot megszakított a britekkel. Palesztina brit ellenőrzése 1948-ban ért véget a csapatok kivonásával, és a területen lakó zsidók és arabok között kitört a nyílt háború. A Földközi-tenger övezetében a görög ciprióták gerillaháborút indítottak, hogy a sziget Görögországhoz csatlakozzon. A harcok végén létrejött a független Ciprus, bár a britek két katonai bázist fenntartanak, ezek Akrotíri és Dekélia. Málta és Gozo földközi-tengeri területei 1964-ben nyerték el függetlenségüket.
A Brit Birodalom afrikai gyarmatainak felszabadulása kivételesen gyorsan játszódott le. Az új államok gyakran nem voltak felkészülve a szuverenitással járó változásokra: Ghána 1957-es függetlenségét a nacionalisták tíz évig tartó politikai kampánya előzte meg. Ezt követte Nigéria és Szomália 1960-as, Sierra Leone és Tanganyika 1961-es, Uganda 1962-es, Kenya és Zanzibár 1963-as, Gambia 1965-ös, Lesotho 1966-os, Botswana (régebben Becsuánföld) 1967-es és Szváziföld 1968-as függetlenné válása.
Afrika déli és keleti részéről a brit kivonulást a terület fehér telepesei nehezítették meg. Ez vezetett Kenyában a véres Mau Mau-felkeléshez. A fehér kisebbség uralma Dél-Afrikában a Nemzetközösségben kétes érzelmeket forrása volt egészen addig, míg az ország 1961-ben ki nem lépett a szervezetből.
1953-ban a britek szövetséget szerveztek három gyarmatukból - Észak-Rhodéziából (ma Zambia), Dél-Rhodéziából (ma Zimbabwe) és Nyaszaföldből (ma Malawi). Ez az apartheid politikát követő szövetség nem volt sikeres és 1963-ra feloszlott. A térségben a fehér uralmat a nagy ellenállás ellenére a dél-afrikai apartheid-kormány, az angolai és mozambiki portugálok támogatása miatt egészen 1979-ig sikerült fenntartani. Ezután megállapodás útján a fekete többség egyenlő jogokat szerezhetett, és létrejött Zimbabwe.
A Nyugat-indiai Föderáció bukását követően egymás után váltak függetlenné a karibi térség államai. Jamaica, valamint Trinidad és Tobago 1962-es függetlenedését követte Barbados 1966-ban, majd a 70-es–80-as évek folyamán a kisebb szigetállamok is elszakadtak. Britannia utolsó, az amerikai kontinensen lévő gyarmata, Brit Honduras 1953-ban kapott önkormányzati jogot, 1973. január 1-jén átnevezték Belize-re, majd 1981-ben elnyerte függetlenségét.
A Brit Nyugat-csendes-óceáni Területek, mint a Gilbert-szigetek (az utolsó megszerzett gyarmat), hasonló folyamatokon mentek keresztül.
Az 1950-es éveket a gyarmatok függetlenedése és a hidegháború jellemezte. Az utolsó elfoglalt terület Rockall volt. A királynő nevében 1955-ben nyújtotta be igényét az ország, hogy az ő fennhatósága alá kerüljön a szikladarab. Ennek az volt a célja, hogy megnehezítsék a Szovjetunió kémkedésének lehetőségét.
1948-ban az ország megszüntette Brunei protektorátusi státuszát, bár a hadsereg még egy ideig a szultánság kormányának kérésére ott állomásozott.
1997-ben Nagy-Britannia utolsó gyarmata, Hongkong is visszakerült Kínához. Ezt a harminc évvel régebben kötött kínai–brit egyesülési megállapodás tette lehetővé.

## Folytonosság
Napjainkra Nagy-Britannia a Brit-szigeteken kívül 14 terület fölött tartotta meg ellenőrzési hatalmát. Ezeket egységesen tengerentúli területeknek nevezik.
A legtöbb volt brit gyarmat egy volt portugál és egy volt belga gyarmat tagja a Nemzetközösségnek, egy nem politikai, önkéntes alapon szerveződő, egyenlő jogokat biztosító szervezetnek. Bár jelenleg a Nemzetközösség feje a brit állam első embere, III. Károly, utódai a posztot nem öröklik automatikusan, és Nagy-Britanniának nincsenek előjogai a szervezeten belül.
A szervezet 16 tagja továbbra is elismeri a királyt államfőnek; ők a Nemzetközösségi királyság tagjai. Az ország fennhatóságát Gibraltár és a Falkland-szigetek fölött a két legközelebbi szomszéd, Spanyolország és Argentína mind a mai napig nem ismeri el.
Nemzetközösségi köztársaság az a 31 állam, melyek az 53 tagú Nemzetközösségen belül köztársasági államformával rendelkeznek, és nem fogadják el uralkodójuknak és államfőjüknek III. Károly brit királyt.
Az 1980-as évekre a Nemzetközösség új formában nemzetközi szervezetté alakult és ebben a formában működik tovább. Ez a gyakorlatban a tagállamoknak ad hasznos konzultációs fórumot és a különböző rendeltetésű együttműködéseiknek lehetőséget. Ilyen a kulturális, az oktatási, a pénzügyi és az egyéb gazdasági kapcsolatok mellett egy sor különböző rendezvény is, mely összekapcsolja a közösséghez tartozó tagállamok népeit. A leglátványosabb esemény a Nemzetközösségi játékok, amelyet 1930 óta kilenc sportágban négyévenként rendeznek meg.

### Falklandi háború
A modern kori konfliktus a birodalmi érdekek látványos megnyilvánulása és erőpróbája volt, melynek során Nagy-Britannia győzelmet aratott Argentína felett. A Falkland-szigetek 1833 óta brit uralom alatt állnak, és körülbelül 500 km-re az argentin partoktól keletre helyezkednek el. Argentína a mai napig jogot formál rájuk, és ezt, sikertelenül, fegyverrel is megkísérelte érvényesíteni 1982 márciusa és júniusa között.

### Multikulturalizmus
Az anyaországba a gyarmatokról történő nagyarányú bevándorlás eredményeként jelentős számú nem európai eredetű etnikai csoport jött létre. A különböző kultúrák találkozása azt is eredményezte, hogy az 1980-as évek első felében súlyos etnikai zavargások robbantak ki, a legélesebbek Brixtonban. A szigetországi etnikai kisebbségek helyzetének megítéléséhez hozzátartozik, hogy nem minden esetben többszörösen hátrányos és szegénységben élő népcsoportokat kell rajtuk érteni. A bevándorlók közül nagyon sokan a jómódú középosztályhoz tartoznak, sőt nem is kevesen a leggazdagabbak közé emelkedtek.

## Következtetések
A Brit Birodalom kialakulását, fejlődését, hanyatlását és megváltozott formákban a 21. századig tartó túlélését jól behatárolható történelmi események sorozata kísérte végig. Az angol gyarmatok és az anyaország legtöbb esetben konszolidált együttműködést folytattak az idők során. Az első Brit Birodalom (1583–1783) korszakának végét éppen e kötelék gyengülése okozta, hiszen a korona szeretett volna nagyobb adókat kiróni a telepesekre, ami miatt 1773-ban egy hajórakomány teát a tengerbe szórtak. A bostoni teadélután néven elhíresült esemény volt az amerikai függetlenség gyújtópontja.
A tizenhárom észak-amerikai gyarmat elvesztése utáni időszak a birodalom második korszakát jelentette, és az érdeklődés középpontjába India került. A gyarmatbirodalom folyamatos kiépítése és bővítése eredményeként számos területet vontak a korona fennhatósága alá, és legnagyobb kiterjedését az első világháborút követő német gyarmatok szétosztása után érte el. A birodalom összetartó ereje a gazdasági érdekekben is rejlett. A világ legrégebben folyamatosan forgalomban lévő pénze, a font sterling is a birodalomnak köszönheti létezését.
Az első világháború után kezdődött a birodalom modern kori történelmének szakasza, amelyet a második világháborút követő gyarmati rendszer széthullása zárt le. A világbirodalmi szerepkör is itt ért véget, és Hongkong kiválásával többé már birodalomról sem lehet beszélni. A gyarmatok elvesztésével párhuzamosan elindult egy új szervezeti forma, melyet a Nemzetközösség fémjelez. Ez a teljesen új alapokon működő, formailag különböző gazdasági és politikai hátterű, de a korábbi birodalomhoz tartozás folytán közös vonásokat viselő államoknak a fóruma. Ez a közösségi tagság ad lehetőséget a csatlakozott országoknak egy szorosabb és egyenlő alapokon nyugvó kapcsolatrendszer kialakítására.

## Magyar nyelvű irodalom

### Áttekintés
- Diószegi István. A hatalmi politika másfél évszázada, 1789-1939. Budapest, História - MTA Történettudományi Intézete. ISBN 963 8312 53 X (1997). Hozzáférés ideje: 2010. március 13.
- Egedy Gergely. Nagy-Britannia története [archivált változat]. Aula kiadó (1999). Hozzáférés ideje: 2010. március 13. [archiválás ideje: 2013. december 30.]
- I. M. Lemin. A brit birodalom válságának kiéleződése a második világháború után, Lektor, Lénárt György, Szikra könyvkiadó (1953). Hozzáférés ideje: 2010. március 13.
- Larry Collins. Szabadság éjfélkor. Corvina Kiadó Kft. (2001). ISBN 963-13-4931-4
- Szántó György Tibor. Anglia története. Akkord Kiadó Kft. (2007). ISBN 978-963-9429-98-7
- Jasper H. Stembridge. A Brit birodalom atlasza.. Oxfordi füzetek világkérdésekről. 65. szám. (1944)
- J. A. Williamson. A Brit birodalom születése és kifejlődése.. Oxfordi füzetek világkérdésekről. 29. szám (1940)
- Ernest Barker. Nagy-Britannia és a Brit nép.. London, New York, Toronto. Longmans, Green & Co. (1945)
- Neil Morris. A felfedezések kora, ford. Lakatos Zoltán, Nemzeti Tankönyvkiadó Zrt. (2009). ISBN 978-963-19-6533-9
- Ernest Barker. Nagy-Britannia és a Brit nép.. London, New York, Toronto. Longmans, Green & Co. (1945)
- Mannix Daniel P.. Fekete elefántcsont. Az atlanti rabszolgakereskedelem története 1518-1865.. Kossuth könyvkiadó (1980)

### Tanulmányok
- A szuezi válság. crowland.uw.hu. [2010. március 15-i dátummal az eredetiből archiválva]. (Hozzáférés: 2010. március 14.)
- A falklandi háború I-IV. Történelem mindenkinek, 2008. április 4.
- Pál Attila: Nílust rekesztett holtakkal. Beszélő politikai és kulturális folyóirat, 2008. március 13.
- Egedy Gergely: A multikulturalizmus dilemmái: Nagy-Britannia példája. Polgári Szemle 2. évfolyam 6. szám, 2006. június 1. [2011. január 11-i dátummal az eredetiből archiválva]. (Hozzáférés: 2010. március 16.)
- Harsányi Gabriella: Nagy-Britannia európai politikája a miniszterelnökök tükrében. BGF Külkereskedelmi Főiskolai Kar, 2004 [2009. november 4-i dátummal az eredetiből archiválva]. (Hozzáférés: 2010. március 14.)

## Angol nyelvű irodalom

### Áttekintés
- Bryant, Arthur. The History of Britain and the British Peoples, 3 vols. (London, 1984–90).
- Ferguson, Niall. Empire: The Rise and Demise of the British World Order and the Lessons for Global Power (2002),
- Chandra, Bipan India's Struggle For Independance (Penguin Books, India, 1989).
- Dalrymple, William The Last Mughal: The Fall of a Dynasty: Delhi, 1857 (Knopf, 2007).* Hyam, Ronald. Britain's Imperial Century, 1815–1914: A Study of Empire and Expansion (Macmillan, 1993).
- Butler, Lawrence J. Britain and Empire: Adjusting to a Post-Imperial World (I.B. Tauris, 2002)
- James, Lawrence. The Rise and Fall of the British Empire (St. Martin's Griffin, 1997).
- Judd, Denis. Empire: The British Imperial Experience, From 1765 to the Present (London, 1996).
- Lloyd; T. O. The British Empire, 1558–1995 Oxford University Press, 1996
- Louis, William. Roger (general editor), The Oxford History of the British Empire, 5 vols. (Oxford, 1998–99).
- Marshall, P. J. (ed.), The Cambridge Illustrated History of the British Empire (Cambridge, 1996).
- Olson, James S. and Robert S. Shadle; Historical Dictionary of the British Empire 1996
- Rose, J. Holland, A. P. Newton and E. A. Benians (gen. eds.), The Cambridge History of the British Empire, 9 vols. (Cambridge, 1929–61).
- Smith, Simon C. British Imperialism 1750–1970 Cambridge University Press, 1998. brief

### Népszerű irodalom
- Rice, Earle. John Cabot (Profiles in American History Series) Mitchell Lane Publishers, 2006
- Ritchie, Harry; The Last Pink Bits: Travels Through the Remnants of the British Empire Sceptre Press, 1997
- Winchester, Simon; Outposts: Journeys to the Surviving Relics of the British Empire Harper Perennial, 2004

### Tanulmányok
- Andrews, Kenneth R., Trade, Plunder and Settlement: Maritime Enterprise and the Genesis of the British Empire, 1480–1630 (Cambridge, 1984).
- David Armitage; The Ideological Origins of the British Empire Cambridge University Press, 2000.
- Armitage, David, 'Greater Britain: A Useful Category of Historical Analysis?' American Historical Review, 104 (1999), 427–45.
- Armitage, David (ed.), Theories of Empire, 1450–1800 (Aldershot, 1998).
- Charles A. Barone, Marxist Thought on Imperialism: Survey and Critique (London: Macmillan, 1985)
- Beaudreau, Bernard C., The Economic Consequences of Mr. Keynes: How the Second Industrial Revolution Passed Great Britain By, (New York, NY:iUniverse, 2006)
- Bernard Bailyn and Philip D. Morgan (eds.), Strangers within the Realm: Cultural Margins of the First British Empire (Chapel Hill, 1991)
- Barker, Sir Ernest, The Ideas and Ideals of the British Empire (Cambridge, 1941).
- W. Baumgart, Imperialism: The Idea and Reality of British and French Colonial Expansion, 1880–1914 (Oxford University Press, 1982)
- C. A. Bayly, Imperial Meridian: The British Empire and the World, 1780–1831 (Longman, 1989).
- Bennett, George (ed.), The Concept of Empire: Burke to Attlee, 1774–1947 (London, 1953).
- J. M. Blaut, The Colonizers' Model of the World, London 1993
- Elleke Boehmer; ed. Empire Writing: An Anthology of Colonial Literature, 1870–1918 Oxford University Press, 1998
- Patrick Brantlinger, Rule of Darkness: British Literature and Imperialism, 1830–1914 (Ithaca: Cornell UP, 1988).
- Chris Brooks and Peter Faulkner (eds.), The White Man's Burdens: An Anthology of British Poetry of the Empire (Exeter UP, 1996).
- Constantine, Stephen. "British Emigration to the Empire-commonwealth since 1880: from Overseas Settlement to Diaspora?" Journal of Imperial and Commonwealth History [Great Britain] 2003 31(2): 16–35. ISSN 0308-6534
- Philip Darby, The Three Faces of Imperialism: British and American Approaches to Asia and Africa, 1870–1970 (Yale University Press, 1987
- DePalma, Anthony. Here: A Biography of the New American Continent (PublicAffairs, 2001)
- Michael W. Doyle, Empires (Cornell UP, 1986).
- Elliott, J.H., Empires of the Atlantic World: Britain and Spain in America 1492–1830 (New Haven: Yale University Press, 2006).
- Firstbrook, P.L. The Voyage of the Matthew: John Cabot and the Discovery of America Bay Books, 1997
- Gould, Eliga H., The Persistence of Empire: British Political Culture in the Age of the American Revolution (Chapel Hill: University of North Carolina Press, 2000).
- Harlow, V. T., The Founding of the Second British Empire, 1763–1793, 2 vols. (London, 1952–64).
- Heinlein, Frank. British Government Policy and Decolonisation, 1945–1963: Scrutinising the Officiial Mind Routledge, 2002.
- Hyam, Ronald. Empire and Sexuality: The British Experience (Manchester UP, 1990).
- Edward Ingram. The British Empire as a World Power (2001)
- Lawrence James, The Rise and Fall of the British Empire (Abacus, 1994).
- Robert Johnson. British Imperialism Palgrave Macmillan, 2003. historiography
- Kennedy, Paul, The Rise and Fall of British Naval Mastery (London, 1976).
- Kenny, Kevin, ed. Ireland and the British Empire Oxford U. Press 2004.
- Knorr, Klaus E., British Colonial Theories 1570–1850 Toronto, 1944).
- Levine, Philippa, ed. Gender and Empire Oxford U. Press, 2004.
- McDevitt, Patrick F. May the Best Man Win: Sport, Masculinity, and Nationalism in Great Britain and the Empire, 1880–1935 Palgrave Macmillan, 2004.
- Mehta, Uday Singh, Liberalism and Empire: A Study in Nineteenth-Century British Liberal Thought (Chicago, 1999).
- Morgan, Philip D. and Hawkins, Sean, ed. Black Experience and the Empire  Oxford U. Press, 2004.
- Jan Morris, The Spectacle of Empire: Style, Effect and Pax Britannica (Faber, 1982).
- John Pocock, 'The Limits and Divisions of British History: In Search of the Unknown Subject', American Historical Review, 87 (1982), 311–36.
- Porter, Andrew. Religion Versus Empire?: British Protestant Missionaries and Overseas Expansion, 1700–1914 Manchester U. Press 2004
- Potter, Simon J. News and the British World: The Emergence of an Imperial Press System. Clarendon, 2003
- Rüger, Jan. "Nation, Empire and Navy: Identity Politics in the United Kingdom 1887–1914" Past & Present 2004 (185): 159–187. ISSN 0031-2746
- Spurr, David. The Rhetoric of Empire: Colonial Discourse in Journalism, Travel Writing and Imperial Administration (Duke UP, 1993).
- Joanna Trollope, Britannia's Daughters: Women of the British Empire (Hutchinson, 1983).
- Wilson, Ian. John Cabot and the Matthew. Breakwater Books, 1996.
- Wilson, Kathleen, ed. A New Imperial History: Culture, Identity and Modernity in Britain and the Empire, 1660–1840 Cambridge U. Press 2004.

### A Brit Birodalom uralkodói uralkodásuk sorrendjében
| - II. Jakab - II. Mária - III. Vilmos - Anna - I. György | - II. György - III. György - IV. György - IV. Vilmos - Viktória | - VII. Eduárd - V. György - VIII. Eduárd - VI. György - II. Erzsébet |  |

### Egyéb szócikkek
| - Egyesült Királyság - A brit korona - Font sterling - Nemzetközösségi királyság | - Brit haderő - Brit Királyi Haditengerészet - Brit Királyi Légierő - A Brit Birodalom Rendje | - Angol nyelv - Királyi Művészeti Akadémia - Royal Opera House |  |